# Bahnstrecke Buchloe–Lindau
| | |                                                                |                                           |
| Streckennummer (DB): | 5362 |                                                                |                                           |
| Kursbuchstrecke (DB): | 970 971 (Hergatz–Lindau) 406 (1946) 404r 404s (Kaufbeuren – Biessenhofen Abzweig 1946) 301b (Lindau-Aeschach – Lindau Hbf 1946) |                                                                |                                           |
| Streckenlänge: | 152,938 km |                                                                |                                           |
| Spurweite: | 1435 mm (Normalspur) |                                                                |                                           |
| Streckenklasse: | D4 |                                                                |                                           |
| Stromsystem: | Hergatz–Lindau-Insel: 15 kV, 16,7 Hz ~                                                                                          |                                                                |                                           |
| Maximale Neigung: | 10 ‰ |                                                                |                                           |
| Minimaler Radius: | 273 m |                                                                |                                           |
| Streckengeschwindigkeit: | 160 km/h |                                                                |                                           |
| Zugbeeinflussung: | PZB, ZUB262 (Kaufbeuren–Lindau)                                                                                                 |                                                                |                                           |
| Zweigleisigkeit: | durchgehend |                                                                |                                           |
| | |                                                                |                                           |
| \| \| \| von Augsburg Hbf \| \| \| \| \| von München-Pasing \| \| \| \| 0,000 \| Buchloe \| 617 m \| \| \| \| nach Memmingen \| \| \| \| 6,904 \| Beckstetten \| 641 m \| \| \| 12,167 \| Pforzen \| 663 m \| \| \| \| Anschluss Dynamit AG (1940–1954) \| \| \| \| \| Grubenbahn Bergwerk Irsee \| \| \| \| 15,146 \| Leinau \| 664 m \| \| \| \| Kaufbeuren-Neugablonz (geplant) \| \| \| \| \| Kaufbeuren-Haken (geplant) \| \| \| \| \| von Schongau (bis 1977) \| \| \| \| 19,820 \| Wertach (75 m) \| Wertach (75 m) \| \| \| 20,289 \| Kaufbeuren \| 680 m \| \| \| 25,185 \| Biessenhofen Abzweig \| Biessenhofen Abzweig \| \| \| \| nach Marktoberdorf \| \| \| \| 25,692 \| Biessenhofen Hp (ehem. Bf) \| 700 m \| \| \| 29,894 \| Ruderatshofen \| 722 m \| \| \| 34,020 \| Aitrang (Wiederinbetriebnahme geplant) \| 747 m \| \| \| 38,190 \| St. Alban (bis 1975 Bk) \| St. Alban (bis 1975 Bk) \| \| \| 43,755 \| Günzach \| 801 m \| \| \| 48,440 \| Bk Immenthal (bis 1975) \| Bk Immenthal (bis 1975) \| \| \| 53,632 \| Wildpoldsried \| 722 m \| \| \| 56,788 \| Betzigau \| 722 m \| \| \| 59,080 \| Bk Lenzfried (bis 1974) \| Bk Lenzfried (bis 1974) \| \| \| 61,901 \| von Neu-Ulm \| von Neu-Ulm \| \| \| 61,935 \| von Pfronten-Steinach \| von Pfronten-Steinach \| \| \| \| \| \| \| \| 61,973 \| Obere Illerbrücken (138 m) \| Obere Illerbrücken (138 m) \| \| \| 62,833 \| Kempten (Allgäu) Hbf (bis 1969) \| 695 m \| \| \| \| \| \| \| \| 62,457 \| Kempten (Allgäu) Hbf (ab 1969) \| 705 m \| \| \| \| nach Isny \| \| \| \| 64,400 \| Bahnbetriebswerk \| Bahnbetriebswerk \| \| \| 65,050 \| Eich \| Eich \| \| \| 66,362 \| Kempten-Hegge \| 711 m \| \| \| 68,656 \| Waltenhofener Bach (89 m) \| Waltenhofener Bach (89 m) \| \| \| 69,379 \| Waltenhofen \| 718 m \| \| \| 70,616 \| Bundesstraße 19 (144 m) \| Bundesstraße 19 (144 m) \| \| \| \| \| \| \| \| 74,340 \| Martinszell (Allgäu) (ehem. Bf, ehem. Oberdorf (b Immenstadt)) \| 736 m \| \| \| \| \| \| \| \| 76,985 \| Anschluss Torf-Magazin Werdensteiner Moos \| Anschluss Torf-Magazin Werdensteiner Moos \| \| \| 78,648 \| Seifen (Schwab) \| 710 m \| \| \| 83,178 \| Konstanzer Ach (15 m) \| Konstanzer Ach (15 m) \| \| \| \| von Oberstdorf \| \| \| \| 84,490 \| Immenstadt \| 731 m \| \| \| 86,550 \| Bühl a Alpsee \| Bühl a Alpsee \| \| \| 91,692 \| Ratholz \| 733 m \| \| \| 96,635 \| Thalkirchdorf \| 757 m \| \| \| 100,784 \| Oberstaufener Tunnel (160 m) \| Oberstaufener Tunnel (160 m) \| \| \| 101,338 \| Oberstaufen \| 789 m \| \| \| 107,593 \| Obere Argen (25 m) \| Obere Argen (25 m) \| \| \| 108,423 \| Harbatshofen \| Harbatshofen \| \| \| 111,939 \| Ellhofer Tobelbrücke (162 m) \| Ellhofer Tobelbrücke (162 m) \| \| \| \| Rentershofener Bahndamm \| \| \| \| \| von Weiler (Allgäu) (bis 1991) \| \| \| \| 114,385 \| Röthenbach (Allgäu) \| 705 m \| \| \| \| nach Scheidegg (bis 1993) \| \| \| \| 119,062 \| Heimenkirch (ehem. Bf) \| 665 m \| \| \| 121,200 \| Biesenberg \| Biesenberg \| \| \| 123,597 \| Opfenbach \| 614 m \| \| \| 125,393 \| Leiblach (Hämmerlebrücke, 163 m) \| Leiblach (Hämmerlebrücke, 163 m) \| \| \| 126,211 \| Maria Thann \| 590 m \| \| \| 127,520 \| Wohmbrechts \| Wohmbrechts \| \| \| \| von Kißlegg \| \| \| \| 129,842 \| Hergatz \| 555 m \| \| \| 135,533 \| Hergensweiler \| 527 m \| \| \| 139,070 \| Schlachters \| 512 m \| \| \| 140,075 \| Weißensberg Üst \| Weißensberg Üst \| \| \| 141,080 \| Rehlings \| Rehlings \| \| \| 144,828 \| Oberreitnau \| 470 m \| \| \| 147,560 \| Lindau-Schönau \| Lindau-Schönau \| \| \| 148,320 \| Bk Taubenberg \| Bk Taubenberg \| \| \| 148,926 \| Bodolz \| Bodolz \| \| \| 151,170 \| Lindau-Aeschach \| Lindau-Aeschach \| \| \| \| von Friedrichshafen Stadt \| \| \| \| 151,518 \| Lindau-Aeschach Abzw (ehem. Holben) \| Lindau-Aeschach Abzw (ehem. Holben) \| \| \| \| nach Lindau-Reutin \| \| \| \| \| von Bludenz \| \| \| \| \| Bodenseedamm \| \| \| \| 152,938 \| Lindau-Insel (bis 2020: Lindau Hbf) \| 399 m \| \| \| \| \| \| \| Quellen: [1][2][3][4][5][6] \| \| \| \| | |                                                                |                                           |
| Strecke | | von Augsburg Hbf                                               | von Augsburg Hbf                          |
| Abzweig geradeaus und von links | | von München-Pasing                                             | von München-Pasing                        |
| Bahnhof | 0,000 | Buchloe                                                        | 617 m                                     |
| Abzweig geradeaus und nach rechts | | nach Memmingen                                                 | nach Memmingen                            |
| ehemaliger Bahnhof | 6,904 | Beckstetten                                                    | 641 m                                     |
| ehemaliger Bahnhof | 12,167 | Pforzen                                                        | 663 m                                     |
| Abzweig geradeaus und ehemals nach links | | Anschluss Dynamit AG (1940–1954)                               | Anschluss Dynamit AG (1940–1954)          |
| Abzweig geradeaus und ehemals nach rechts | | Grubenbahn Bergwerk Irsee                                      | Grubenbahn Bergwerk Irsee                 |
| ehemaliger Bahnhof | 15,146 | Leinau                                                         | 664 m                                     |
| ehemaliger Haltepunkt / Haltestelle | | Kaufbeuren-Neugablonz (geplant)                                | Kaufbeuren-Neugablonz (geplant)           |
| ehemaliger Haltepunkt / Haltestelle | | Kaufbeuren-Haken (geplant)                                     | Kaufbeuren-Haken (geplant)                |
| Abzweig geradeaus und ehemals von links | | von Schongau (bis 1977)                                        | von Schongau (bis 1977)                   |
| Brücke über Wasserlauf | 19,820 | Wertach (75 m)                                                 | Wertach (75 m)                            |
| Bahnhof | 20,289 | Kaufbeuren                                                     | 680 m                                     |
| Blockstelle | 25,185 | Biessenhofen Abzweig                                           | Biessenhofen Abzweig                      |
| Abzweig geradeaus und nach links | | nach Marktoberdorf                                             | nach Marktoberdorf                        |
| Haltepunkt / Haltestelle | 25,692 | Biessenhofen Hp (ehem. Bf)                                     | 700 m                                     |
| ehemaliger Bahnhof | 29,894 | Ruderatshofen                                                  | 722 m                                     |
| ehemaliger Bahnhof | 34,020 | Aitrang (Wiederinbetriebnahme geplant)                         | 747 m                                     |
| ehemaliger Haltepunkt / Haltestelle | 38,190 | St. Alban (bis 1975 Bk)                                        | St. Alban (bis 1975 Bk)                   |
| Bahnhof | 43,755 | Günzach                                                        | 801 m                                     |
| ehemalige Blockstelle | 48,440 | Bk Immenthal (bis 1975)                                        | Bk Immenthal (bis 1975)                   |
| ehemaliger Bahnhof | 53,632 | Wildpoldsried                                                  | 722 m                                     |
| ehemaliger Bahnhof | 56,788 | Betzigau                                                       | 722 m                                     |
| ehemalige Blockstelle | 59,080 | Bk Lenzfried (bis 1974)                                        | Bk Lenzfried (bis 1974)                   |
| Abzweig geradeaus und von rechts | 61,901 | von Neu-Ulm                                                    | von Neu-Ulm                               |
| Abzweig geradeaus und von links | 61,935 | von Pfronten-Steinach                                          | von Pfronten-Steinach                     |
| Verschwenkung von links (Strecke außer Betrieb) · Verschwenkung von rechts | |                                                                |                                           |
| Brücke über Wasserlauf (Strecke außer Betrieb) · Brücke über Wasserlauf | 61,973 | Obere Illerbrücken (138 m)                                     | Obere Illerbrücken (138 m)                |
| Spitzkehrbahnhof rechts (Strecke außer Betrieb) · Strecke | 62,833 | Kempten (Allgäu) Hbf (bis 1969)                                | 695 m                                     |
| Verschwenkung nach links (Strecke außer Betrieb) · Verschwenkung nach rechts | |                                                                |                                           |
| Bahnhof | 62,457 | Kempten (Allgäu) Hbf (ab 1969)                                 | 705 m                                     |
| Abzweig geradeaus und ehemals nach rechts | | nach Isny                                                      | nach Isny                                 |
| ehemaliger Haltepunkt / Haltestelle | 64,400 | Bahnbetriebswerk                                               | Bahnbetriebswerk                          |
| ehemaliger Haltepunkt / Haltestelle | 65,050 | Eich                                                           | Eich                                      |
| ehemaliger Bahnhof | 66,362 | Kempten-Hegge                                                  | 711 m                                     |
| Brücke über Wasserlauf | 68,656 | Waltenhofener Bach (89 m)                                      | Waltenhofener Bach (89 m)                 |
| ehemaliger Bahnhof | 69,379 | Waltenhofen                                                    | 718 m                                     |
| Brücke | 70,616 | Bundesstraße 19 (144 m)                                        | Bundesstraße 19 (144 m)                   |
| | |                                                                |                                           |
| Haltepunkt / Haltestelle | 74,340 | Martinszell (Allgäu) (ehem. Bf, ehem. Oberdorf (b Immenstadt)) | 736 m                                     |
| | |                                                                |                                           |
| Abzweig geradeaus, ehemals nach rechts und ehemals von rechts | 76,985 | Anschluss Torf-Magazin Werdensteiner Moos                      | Anschluss Torf-Magazin Werdensteiner Moos |
| ehemaliger Bahnhof | 78,648 | Seifen (Schwab)                                                | 710 m                                     |
| Brücke über Wasserlauf | 83,178 | Konstanzer Ach (15 m)                                          | Konstanzer Ach (15 m)                     |
| Abzweig geradeaus und von links | | von Oberstdorf                                                 | von Oberstdorf                            |
| Bahnhof | 84,490 | Immenstadt                                                     | 731 m                                     |
| ehemaliger Haltepunkt / Haltestelle | 86,550 | Bühl a Alpsee                                                  | Bühl a Alpsee                             |
| ehemaliger Haltepunkt / Haltestelle | 91,692 | Ratholz                                                        | 733 m                                     |
| ehemaliger Bahnhof | 96,635 | Thalkirchdorf                                                  | 757 m                                     |
| Tunnel | 100,784 | Oberstaufener Tunnel (160 m)                                   | Oberstaufener Tunnel (160 m)              |
| Bahnhof | 101,338 | Oberstaufen                                                    | 789 m                                     |
| Brücke über Wasserlauf | 107,593 | Obere Argen (25 m)                                             | Obere Argen (25 m)                        |
| ehemaliger Bahnhof | 108,423 | Harbatshofen                                                   | Harbatshofen                              |
| Brücke über Wasserlauf | 111,939 | Ellhofer Tobelbrücke (162 m)                                   | Ellhofer Tobelbrücke (162 m)              |
| | | Rentershofener Bahndamm                                        |                                           |
| Abzweig geradeaus und ehemals von links | | von Weiler (Allgäu) (bis 1991)                                 | von Weiler (Allgäu) (bis 1991)            |
| Bahnhof | 114,385 | Röthenbach (Allgäu)                                            | 705 m                                     |
| Abzweig geradeaus und ehemals nach links | | nach Scheidegg (bis 1993)                                      | nach Scheidegg (bis 1993)                 |
| Haltepunkt / Haltestelle | 119,062 | Heimenkirch (ehem. Bf)                                         | 665 m                                     |
| ehemaliger Haltepunkt / Haltestelle | 121,200 | Biesenberg                                                     | Biesenberg                                |
| ehemaliger Haltepunkt / Haltestelle | 123,597 | Opfenbach                                                      | 614 m                                     |
| Brücke über Wasserlauf | 125,393 | Leiblach (Hämmerlebrücke, 163 m)                               | Leiblach (Hämmerlebrücke, 163 m)          |
| ehemaliger Haltepunkt / Haltestelle | 126,211 | Maria Thann                                                    | 590 m                                     |
| ehemaliger Haltepunkt / Haltestelle | 127,520 | Wohmbrechts                                                    | Wohmbrechts                               |
| Abzweig geradeaus und von rechts | | von Kißlegg                                                    | von Kißlegg                               |
| Bahnhof | 129,842 | Hergatz                                                        | 555 m                                     |
| ehemaliger Bahnhof | 135,533 | Hergensweiler                                                  | 527 m                                     |
| ehemaliger Bahnhof | 139,070 | Schlachters                                                    | 512 m                                     |
| Blockstelle | 140,075 | Weißensberg Üst                                                | Weißensberg Üst                           |
| ehemaliger Haltepunkt / Haltestelle | 141,080 | Rehlings                                                       | Rehlings                                  |
| ehemaliger Bahnhof | 144,828 | Oberreitnau                                                    | 470 m                                     |
| ehemaliger Haltepunkt / Haltestelle | 147,560 | Lindau-Schönau                                                 | Lindau-Schönau                            |
| ehemalige Blockstelle | 148,320 | Bk Taubenberg                                                  | Bk Taubenberg                             |
| ehemaliger Haltepunkt / Haltestelle | 148,926 | Bodolz                                                         | Bodolz                                    |
| ehemaliger Haltepunkt / Haltestelle | 151,170 | Lindau-Aeschach                                                | Lindau-Aeschach                           |
| Abzweig geradeaus und von rechts | | von Friedrichshafen Stadt                                      | von Friedrichshafen Stadt                 |
| Blockstelle | 151,518 | Lindau-Aeschach Abzw (ehem. Holben)                            | Lindau-Aeschach Abzw (ehem. Holben)       |
| Abzweig geradeaus und nach links | | nach Lindau-Reutin                                             | nach Lindau-Reutin                        |
| Abzweig geradeaus und von links | | von Bludenz                                                    | von Bludenz                               |
| | | Bodenseedamm                                                   |                                           |
| Kopfbahnhof Streckenende | 152,938 | Lindau-Insel (bis 2020: Lindau Hbf)                            | 399 m                                     |
| | |                                                                |                                           |
| Quellen: | |                                                                |                                           |

Die Bahnstrecke Buchloe–Lindau ist eine zweigleisige, weitgehend nicht elektrifizierte Hauptbahn in Bayern. Sie führt durch das Allgäu von Buchloe über Kaufbeuren und Kempten (Allgäu) nach Lindau im Bodensee. Zusammen mit der anschließenden Bahnstrecke München–Buchloe wird sie als Allgäubahn bezeichnet.
Die Königlich Bayerischen Staatseisenbahnen nahmen die Strecke zwischen 1847 und 1854 als Teil der Ludwig-Süd-Nord-Bahn in Betrieb. Der Abschnitt Hergatz–Lindau wurde zwischen 2018 und 2021 im Rahmen des Projektes Ausbaustrecke München–Lindau elektrifiziert.

## Geschichte

### Bau und Eröffnung
Die Strecke von Buchloe nach Lindau entstand im Zuge der Ludwig-Süd-Nord-Bahn von Hof über Augsburg und Kempten nach Lindau. Die ersten 20,3 Kilometer von Buchloe nach Kaufbeuren wurden am 1. September 1847 dem Verkehr übergeben. Es folgten die 42,52 Kilometer über die König-Ludwig-Brücke (später ersetzt durch die Oberen Illerbrücken) zum ehemaligen Kopfbahnhof Kempten am 1. April 1852. Die 21,66 Kilometer nach Immenstadt kamen am 1. Mai 1853 hinzu. Weitere 16,85 Kilometer bis Oberstaufen wurden am 1. September 1853 eingeweiht und die nächsten 49,8 Kilometer bis in den Lindauer Vorort Aeschach am 12. Oktober 1853. Der letzte 1,8 Kilometer lange Abschnitt von Aeschach über den Bodenseedamm bis zum Endbahnhof Lindau auf der Insel Lindau ging schließlich am 1. März 1854 in Betrieb. Die ursprünglich eingleisige Strecke wurde bis 1907 zweigleisig ausgebaut.

### Seit 1945
Mit Einführung der Diesellokomotiven der Baureihe V 200 konnten Mitte der 1960er Jahre die Fahrtzeiten zwischen München und Lindau um circa 30 Minuten gesenkt werden, zuvor war die Strecke eine Domäne der Dampflokomotiven. So leisteten die ehemaligen bayerischen S 3/6 (spätere Baureihe 18) hier viele Jahrzehnte hochwertige, auch internationale Schnellzugdienste. Noch Ende 1967 war sie im Schnellzug-Dienst eingesetzt.
Nur kurz währte der Einsatz des Schienen-Straßen-Omnibusses, der vom 23. Mai 1954 bis zum 31. Mai 1958 von Augsburg her kommend zwischen Pforzen und Biessenhofen und dann weiter bis Roßhaupten auf der Schiene fuhr, um dann Füssen auf der Straße zu erreichen.
Aufgrund des anspruchsvollen Profils wurde vom Bundesbahn-Zentralamt fast jede Diesellokbaureihe auf der Strecke getestet. So auch die Einzelgängerin V 320 001, die während ihrer anschließenden Betriebszeit die einzige sechsachsige Diesellokomotive der Deutschen Bundesbahn war.
Am 9. Februar 1971 entgleiste in der Aitranger Kurve westlich des Bahnhofs Aitrang der TEE Bavaria; wenig später fuhr ein Nahverkehrszug in die Trümmer. Beim Eisenbahnunfall von Aitrang starben 28 Menschen, 42 weitere wurden verletzt.
Ab 1975 beabsichtigte die Deutsche Bundesbahn, die Verbindung zwischen München und Lindau zu elektrifizieren, was nicht realisiert wurde. Schon damals wurde die Verlagerung des Lindauer Bahnhofs auf das Festland angedacht, die sinnvoll werde, wenn ein neuer Eisenbahntunnel durch die Alpen entstehe. So stand die geplante Splügenbahn im Hintergrund der Elektrifizierung und deren Zeitplan. Insbesondere die Schweiz wollte die Strecke München–Memmingen–Lindau als wichtige Zulaufstrecke für diese nicht realisierte Alpentransversale nutzen.

### Seit 1994

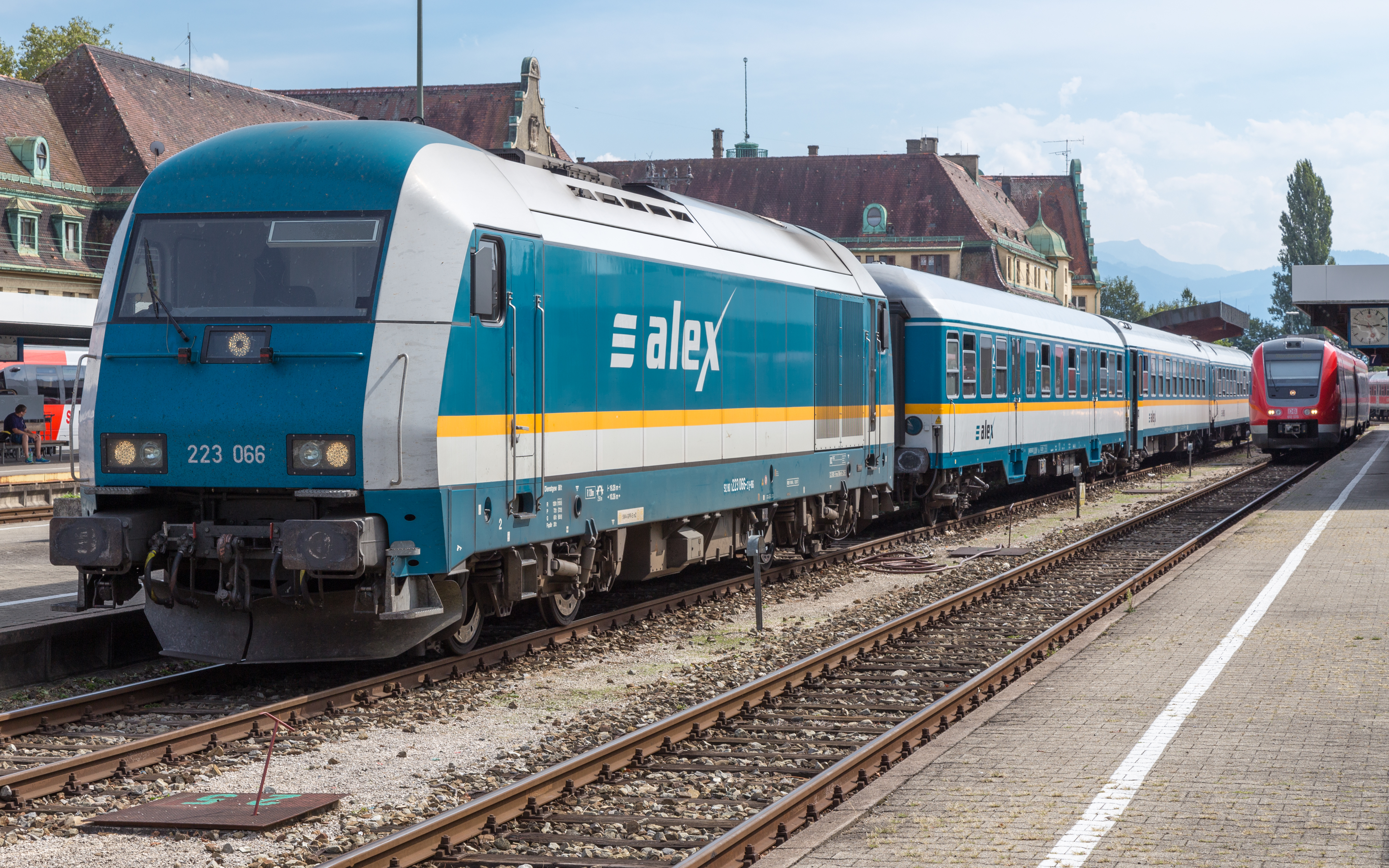
alex in Lindau (Bodensee)

Von Ende 2003 bis zum 13. Dezember 2020 fuhren die Züge des alex (zunächst Allgäu-Express, von Ende 2007 bis 2010 Arriva-Länderbahn-Express) auf der Strecke.
Zum Fahrplanwechsel am 12. Dezember 2010 wurde der ehemalige Bahnhof Heimenkirch als Haltepunkt wieder eröffnet.
Ab Anfang 2011 wurden einzelne Abschnitte der Strecke für bogenschnellen Betrieb ertüchtigt, die mit bis zu 160 km/h befahren werden können. Der Neigetechnikbetrieb ist seit dem Fahrplanwechsel vom 11. Dezember 2011 in den Fahrplan integriert. Die Fahrtzeit verkürzte sich damit von Augsburg nach Lindau um 25 Minuten (von 2:32 h auf 2:07).
Beginnend mit dem Fahrplanwechsel im Dezember 2014 lösten auf den Linien München–Füssen und in der Hauptverkehrszeit München–Kempten insgesamt sieben Züge mit neuen Diesellokomotiven der Baureihe 245 und Doppelstockwagen die bisherigen Züge mit Lokomotiven der Baureihe 218 und n-Wagen ab.
Der zuletzt nur mit 30 km/h befahrbare Oberstaufener Tunnel wurde 2016 saniert und auf 160 Meter verlängert. Dafür war die Strecke zwischen Immenstadt und Oberstaufen vom 3. April bis 6. Dezember 2016 gesperrt. Im Rahmen der Baumaßnahmen wurde der Haltepunkt Oberstaufen wieder zum Bahnhof ausgebaut, das heißt, er verfügt heute wieder über Weichen.
Im Februar 2008 unterzeichneten Deutschland und die Schweiz eine Absichtserklärung mit dem Inhalt, die Strecke München–Lindau auszubauen und das bisher nicht elektrifizierte Teilstück zwischen Geltendorf und Lindau zu elektrifizieren. Elektrifiziert und ausgebaut wurde schließlich die alternative Verbindung über Memmingen. Auf der Strecke Buchloe–Lindau wurde nur der 23 Kilometer lange Abschnitt Hergatz–Lindau mit Oberleitungen überspannt. Im Dezember 2020 nahm die Deutsche Bahn den elektrischen Betrieb im Abschnitt Hergatz–Lindau-Aeschach Abzw auf. In der Folge entfielen die internationalen Verbindungen über Kempten zum Fahrplanwechsel am 13. Dezember 2020. Während der Bauphase wurden jedoch ab Dezember 2019 die Fernzüge komplett über die Strecke Buchloe–Lindau mit Halt in Kempten geführt. Der verbliebene Abschnitt Lindau-Aeschach Abzw–Lindau-Insel wurde bis Dezember 2021 elektrifiziert.
Die Haltepunkte Hergensweiler, Schlachters, Weißensberg, Lindau-Aeschach und Oberreitnau sollten bis 2022 wieder eingerichtet werden. Aufgrund der Finanzierungsfrage zwischen Bund und Land verzögern sich die Reaktivierungen auf weitere Jahre. Im September 2022 erwartete die Bayerische Staatsregierung erste Planungsergebnisse für 2024[veraltet]. Im Oktober 2023 bestätigte darüber hinaus eine von der Bayerischen Eisenbahngesellschaft durchgeführte Kosten-Nutzen-Untersuchung die Wirtschaftlichkeit von Haltepunkten in Aitrang und Kempten-Ludwigshöhe.

### Zukunftsaussichten
In Zusammenhang mit dem Ausbau und der Elektrifizierung der Bahnstrecke Kempten (Allgäu)–Neu-Ulm wird erwogen auch den Abschnitt Kempten (Allgäu)–Immenstadt der Bahnstrecke Buchloe–Lindau sowie die Bahnstrecke Immenstadt–Oberstdorf zu elektrifizieren. Dies würde den durchgängigen Einsatz elektrisch angetriebener Züge zwischen Ulm und Oberstdorf ermöglichen. Daneben werden mögliche Ausbauten zur Verkürzung der Reisezeit sowie die Einrichtung zusätzlicher Haltepunkte untersucht. Das Gutachten zur Dekarbonisierung des Schienenpersonennahverkehrs in Schwaben und dem westlichen Oberbayern im Auftrag des Freistaat Bayern wurde im Februar 2025 vorgestellt. Demnach sollen die Streckenabschnitte Buchloe–Biessenhofen und Kempten (Allgäu)–Immenstadt elektrifiziert werden. In Immenstadt soll ein Unterwerk zur Bahnstromversorgung errichtet werden. Auf den übrigen Streckenabschnitten sollen Akkumulatortriebwagen verkehren, deren Batterien zwischen Buchloe und Biessenhofen, Kempten und Immenstadt sowie zwischen Hergatz und Lindau aufgeladen werden. Der Freistaat möchte die DB InfraGO noch im Jahr 2025 mit der Planung des Infrastrukturausbaus beauftragen.

## Streckenbeschreibung

### Verlauf
Die Strecke beginnt im Bahnhof Buchloe, den sie Richtung Süden ins weite Wertachtal hinein verlässt. Am Südende des Bahnhofs zweigt die Bahnstrecke Buchloe–Memmingen in Richtung Westen ab. Bis kurz vor dem ehemaligen Bahnhof Pforzen verläuft die Strecke in einer leichten Steigung geradlinig. Bevor sie Kaufbeuren erreicht, verläuft die Bahnstrecke noch in einer leichten Rechts- und dann wieder einer Linkskurve. Nach Biessenhofen geht es geradeaus mit einer kleinen Steigung weiter. Im Bahnhof Biessenhofen zweigt die Bahnstrecke Biessenhofen–Marktoberdorf ab. Die Linienführung folgt nun der Kirnach bis Aitrang, wo sie den Talgrund verlässt.
In starken Steigungen und in kurvigem Verlauf führt die Strecke weiter ab Aitrang u. a. durch die gleichnamige Kurve nach Günzach. Zwischen Biessenhofen und Günzach werden 100 Höhenmeter zurückgelegt, bis östlich von Günzach mit 820 Metern Meereshöhe der höchste Punkt zwischen München und Lindau erreicht wird. Geradlinig mit einigen kleineren Kurven verläuft die Bahnstrecke wieder talabwärts teils entlang der Leubas zum Kemptener Hauptbahnhof. Dort zweigen die Strecken nach Pfronten und nach Neu-Ulm ab. Von Kempten verläuft die Strecke im Illertal in leichten Kurven zum 30 Meter höher gelegenen Bahnhof Martinszell. Vor Martinszell verläuft die Strecke am Niedersonthofener See entlang. Nach einer Rechtskurve wird der Bahnhof Immenstadt erreicht. In Immenstadt zweigt die Bahnstrecke nach Oberstdorf in Gegenrichtung von der Bahnstrecke ab.
Nach einer weiteren Rechtskurve wird der Große Alpsee am nördlichen und östlichen Rand umfahren. Weitgehend geradlinig verläuft die Strecke durch das Konstanzer Tal in einer größeren Steigung bis zur Wasserscheide zwischen Donau und Rhein östlich von Oberstaufen. Kurz vor dem Bahnhof Oberstaufen führt die Strecke in einer Rechtskurve durch den Oberstaufener Tunnel. Bis zum ehemaligen Bahnhof Harbatshofen führt sie talabwärts entlang der Oberen Argen. Kurz vor Harbatshofen überquert die Strecke die Obere Argen in einer Linkskurve.
Durch mehrere Kurven wird nach sechs Kilometern über den Rentershofener Bahndamm der Bahnhof Röthenbach (Allgäu) erreicht. Die nach einer Rechts- und einer Linkskurve talabwärts führende Strecke führt geradlinig weiter bis Heimenkirch. Von dort verläuft sie vorerst geradlinig weiter, ab dem aufgelassenen Haltepunkt Opfenbach verläuft die Strecke in einem größeren Bogen zum Bahnhof Hergatz. Der Bogen dient dazu, den Höhenunterschied zwischen Heimenkirch und Hergatz von rund 100 Metern zu überwinden. In Hergatz zweigt die Bahnstrecke Kißlegg–Hergatz ab.
Geradlinig führt die Strecke weiter entlang des weiten Leiblachtals bis kurz vor dem ehemaligen Haltepunkt Rehlings, ab dort verläuft die Strecke wieder in zwei Bögen, um den Höhenunterschied von Lindau bis Hergatz von rund 150 Metern zu überwinden. Im Lindauer Stadtteil Aeschach mündet die Bahnstrecke Friedrichshafen–Lindau in die Bahnstrecke Buchloe–Lindau ein. Der auf der Insel Lindau liegende Bahnhof Lindau-Insel wird über den Eisenbahndamm erreicht.

### Betriebsstellen

#### Buchloe

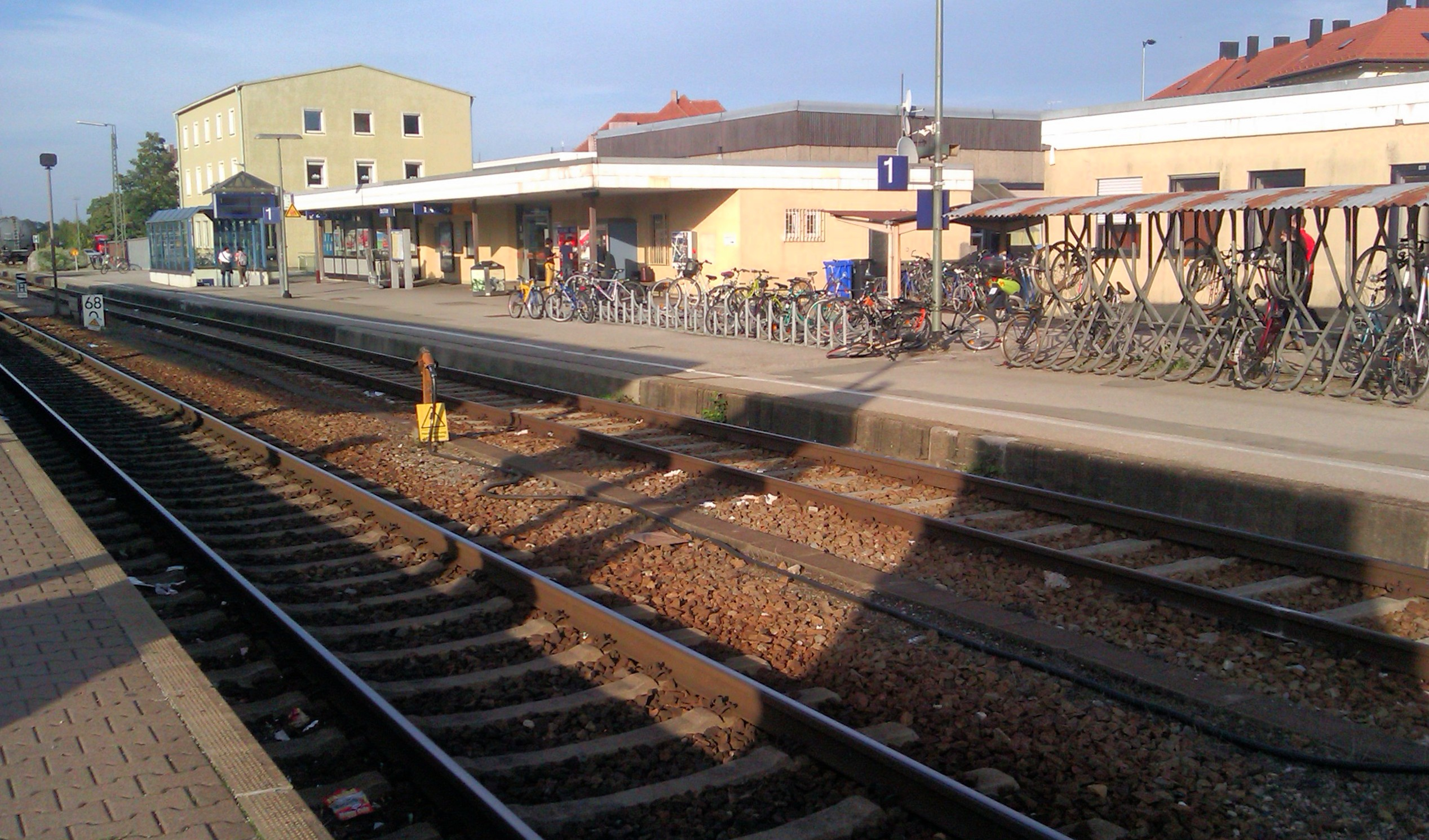
Das 2014 abgerissene Empfangsgebäude des Bahnhofs Buchloe von der Gleisseite (2012)

Der am 1. September 1847 mit der Ludwig-Süd-Nord-Bahn eröffnete Bahnhof Buchloe bildet heute einen Eisenbahnknoten der Bahnstrecken Augsburg–Buchloe und Buchloe–Memmingen und Buchloe–Lindau. Er besitzt fünf Bahnsteiggleise an zwei Mittelbahnsteigen und einem Hausbahnsteig. Die Bahnsteige sind über eine Unterführung miteinander verbunden. Das erste Bahnhofsgebäude wurde 1873 abgetragen und auf der anderen Straßenseite als Bahnhofshotel wieder errichtet. Das zweite Empfangsgebäude von 1873 wurde 1967 abgerissen und durch einen Neubau ersetzt. Dieser wiederum wurde 2014 abgerissen und durch einen Neubau ersetzt, der im Oktober 2015 eingeweiht wurde. Die Kosten für das neue Gebäude betrugen circa 2 Millionen Euro. Außerdem ist vorgesehen, auf dem Bahnhofsvorplatz einen Zentralen Omnibusbahnhof einzurichten.
Der Bahnhof weist gegenüber den Bahnsteiggleisen noch recht umfangreiche Güterverkehrsanlagen auf. Von den 1930er Jahren bis 1972 bestand in Buchloe ein eigenständiges Bahnbetriebswerk.

#### Beckstetten

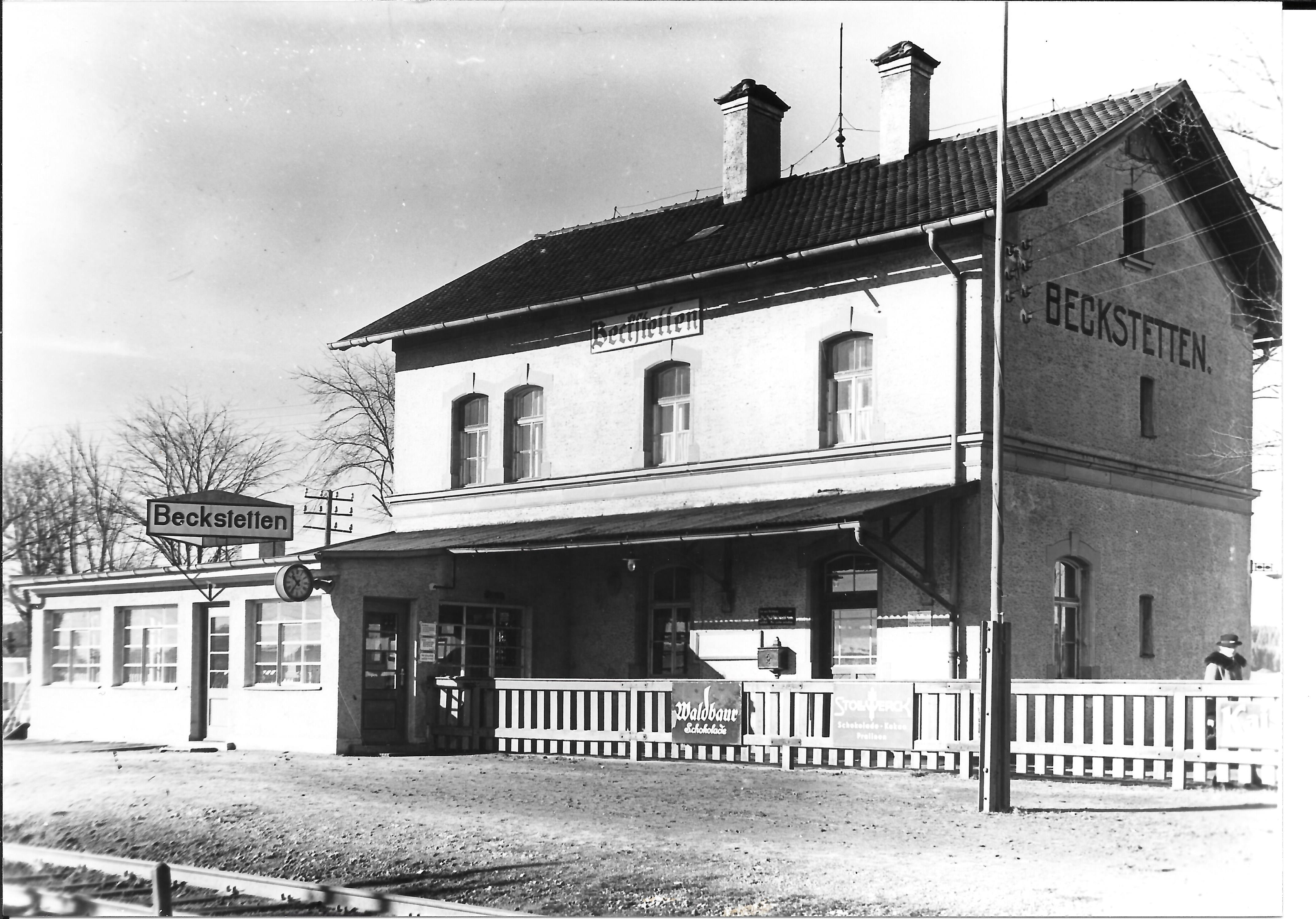
Eine Aufnahme der ehemaligen Lichtbildstelle der Deutschen Bundesbahn zeigt das Betriebsgebäude des Bahnhof Beckstetten am 29. Januar 1938

Den Bahnhof Beckstetten (638 müNN) an der Straße von Beckstetten nach Ketterschwang nahmen die Königlich Bayerischen Staatseisenbahnen nicht am 1. September 1847 mit dem Abschnitt Buchloe–Kaufbeuren in Betrieb, sondern erst im Zuge des zweigleisigen Ausbaus der Strecke am 1. Oktober 1905; der Streckenabschnitt Kaufbeuren-Beckstetten wurde im Jahr 1904 zweigleisig ausgebaut, der Abschnitt Beckstetten-Buchloe erst 1905. Man errichtete ein zweigeschossiges Betriebsgebäude mit einer Überdachung an der Bahnsteigseite. Im Erdgeschoss befanden sich die Diensträume, im Obergeschoss die Wohnung des Stationsvorstehers.

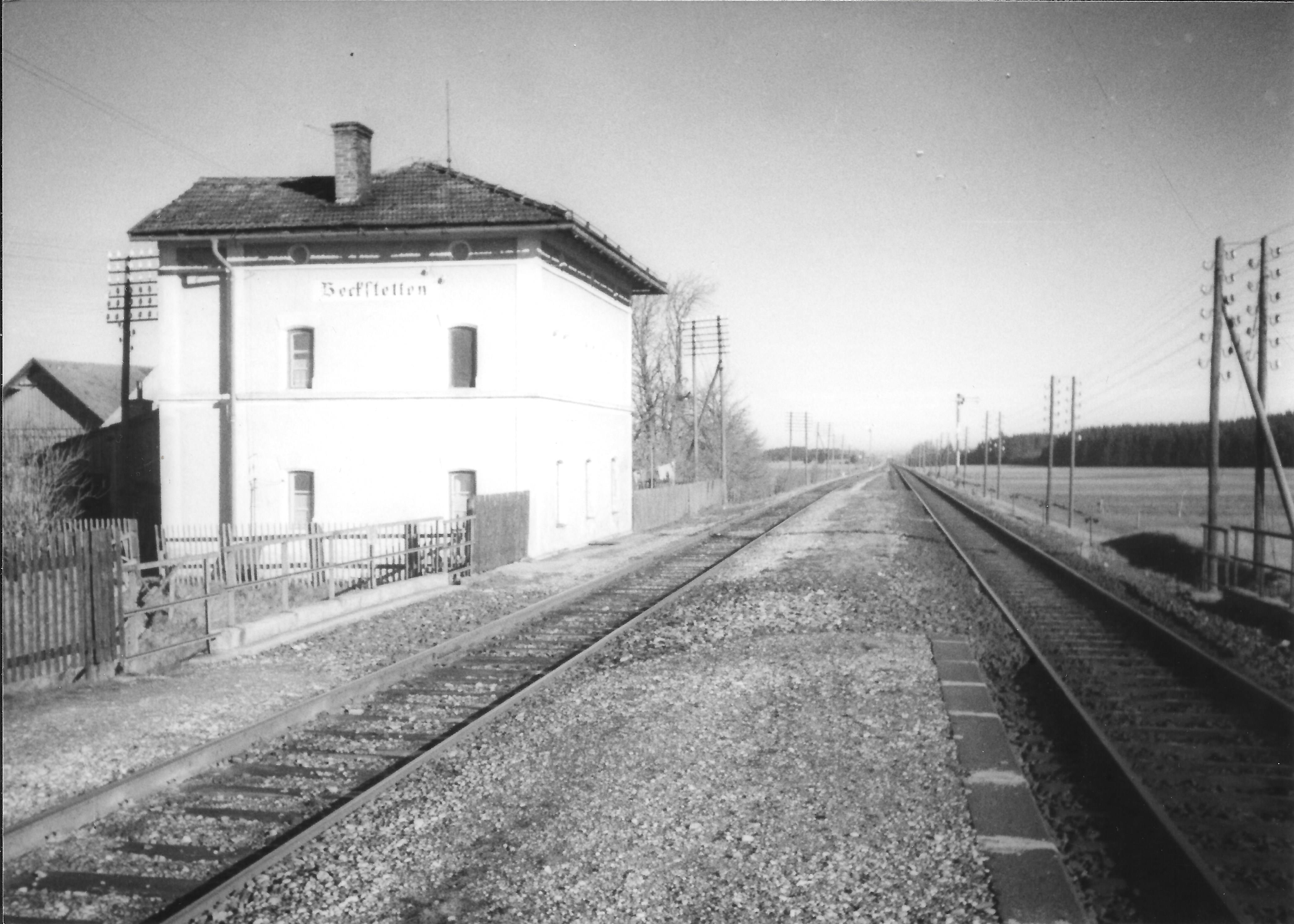
An der nördlichen Bahnhofseinfahrt stand früher ein Bahnwärterhaus; diese Aufnahme der ehemaligen Lichtbildstelle der Deutschen Bundesbahn zeigt es am 25. Januar 1938.

Der Bahnhof erlangte jedoch nie eine größere Bedeutung. Er diente nur dem Umschlag der landwirtschaftlichen Güter (z. B. Getreide, Zuckerrüben und Vieh) der umliegenden Bauernhöfe und der Ortschaften Beckstetten, Weinhausen und Jengen.
Der Bahnhof verfügte über zwei einfache Bahnsteige, ein beidseitig angebundenes Ladegleis am Güterschuppen, eine Kopframpe und eine 30-Tonnen-Gleiswage. In einem Anbau am Betriebsgebäude befand sich ab 1936/1937 das mechanische Stellwerk. An der nördlichen Bahnhofseinfahrt stand ein Bahnwärterhaus, vermutlich für den Schrankenwärter, der bis 1904/1905 die Schrankenanlage für die Straße Beckstetten-Ketterschwang bediente. Mit dem zweigleisigen Ausbau wurde der Bahnübergang durch eine Unterführung ersetzt, aber das Bahnwärterhaus bleib noch einige Jahrzehnte stehen.
Da das Fahrgastaufkommen ab den 1950er Jahren immer weiter zurückging (Zunahme des Autoverkehrs), wurde er, wie andere kleinere Stationen an der Strecke, in den 1980er Jahren aufgelassen. Der Personenverkehr wurde in Beckstetten am 24. September 1983 eingestellt, der Güterverkehr erst im Jahr 1994. Kurze Zeit später wurden alle Weichen und das Ortsladegleis demontiert.
Das Betriebsgebäude wurde 2000 an eine Privatperson verkauft und ist bis heute erhalten und wird zu Wohnzwecken genutzt. Der bauliche Charakter des Gebäudes blieb weitgehend erhalten.

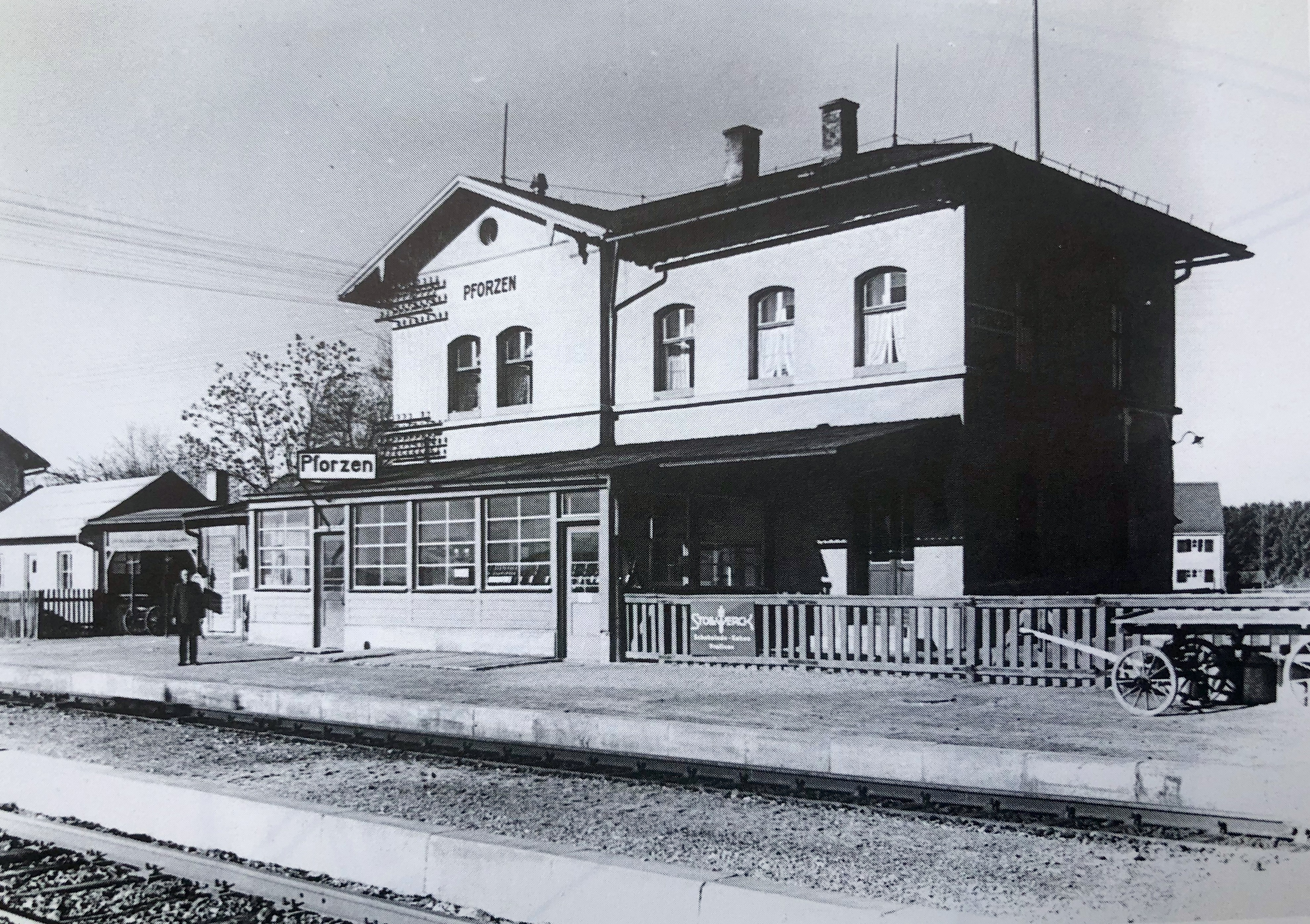
Das Betriebsgebäude des Bahnhofs Pforzen am 25. Januar 1938 auf einer Aufnahme der Lichtbildstelle der Deutschen Bundesbahn

#### Pforzen

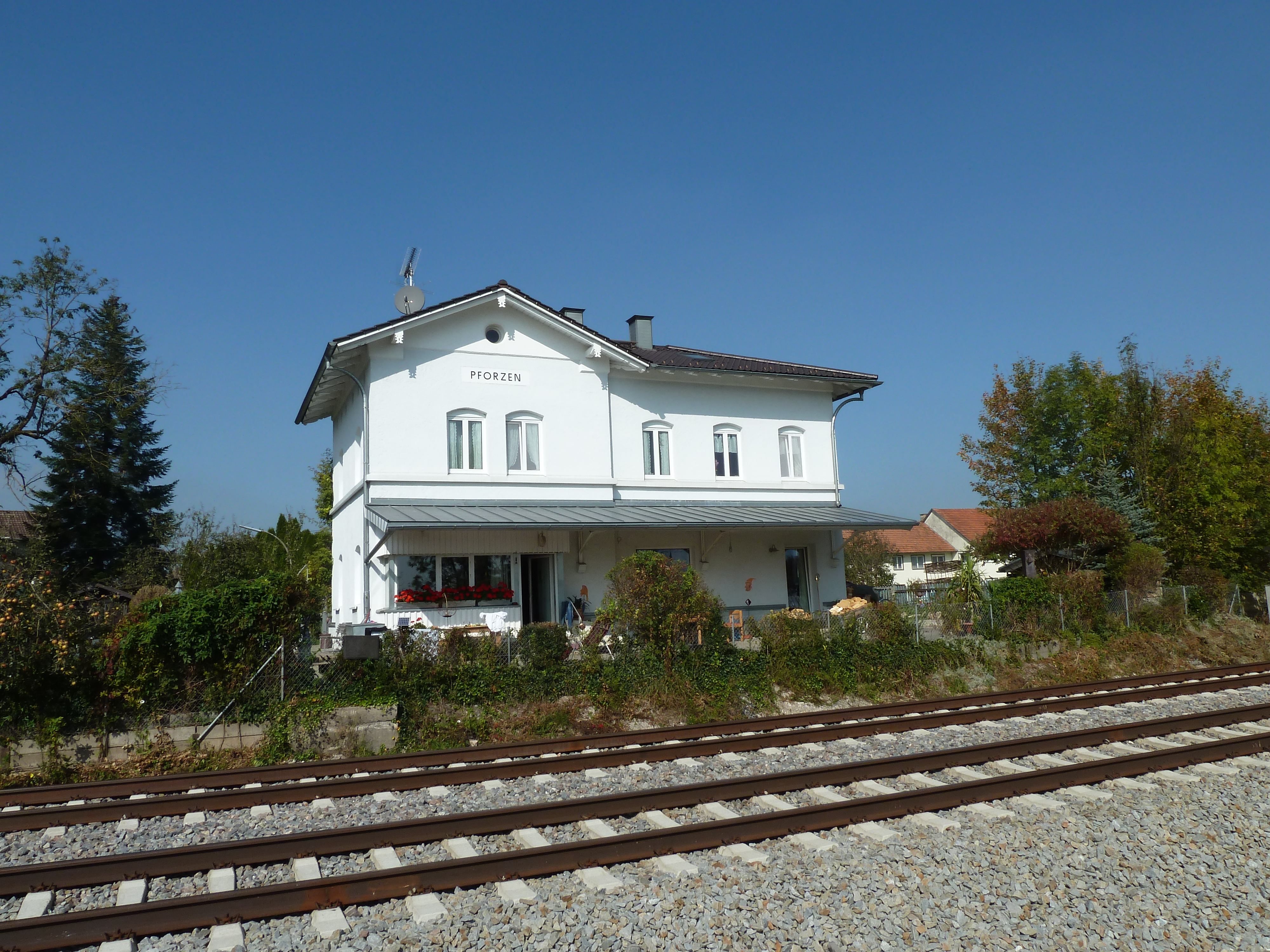
Ehemaliger Bahnhof Pforzen

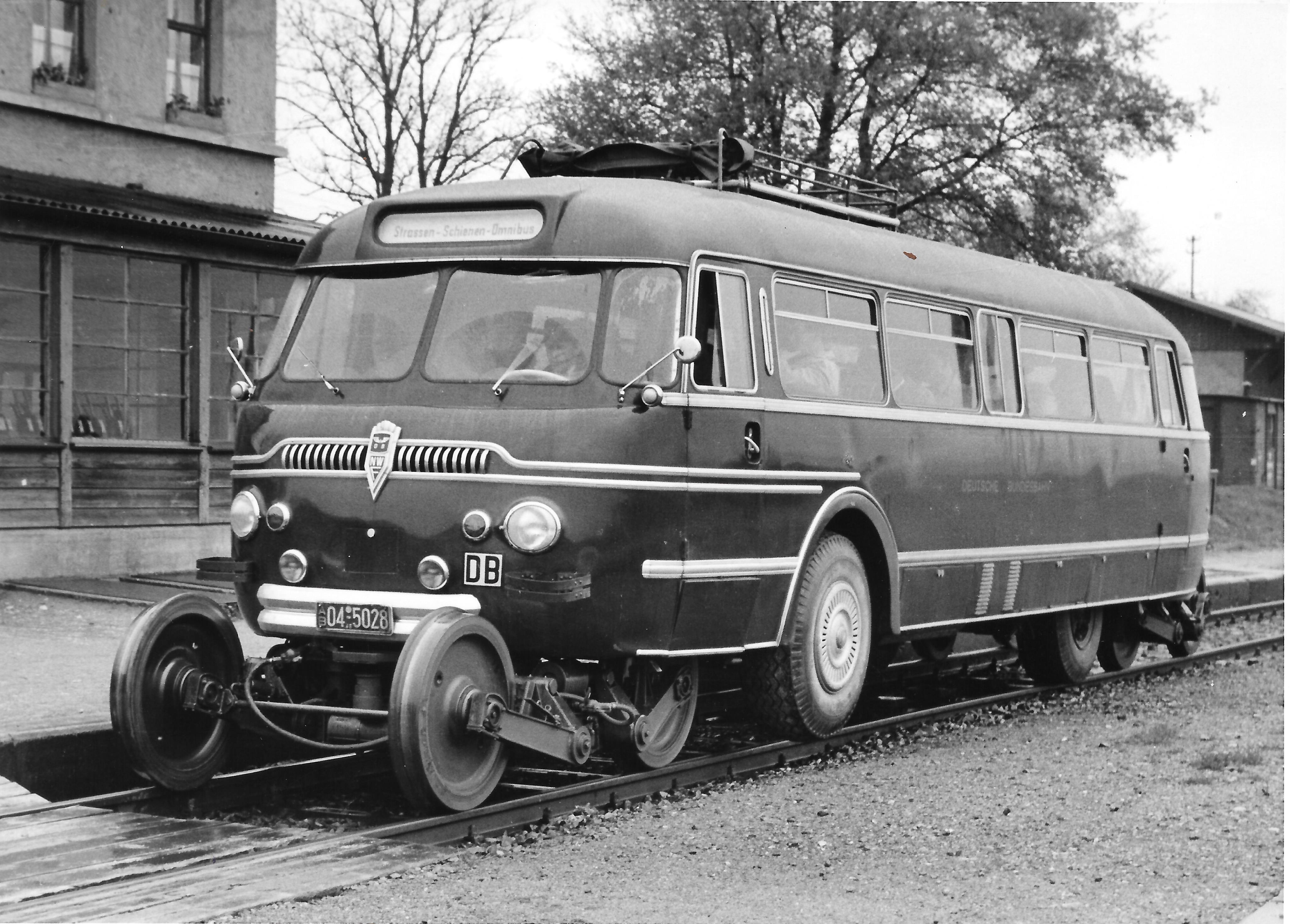
Schienen-Straßen-Omnibus in Pforzen, Ende der 1950er Jahre

Der Bahnhof Pforzen (baugleich zum Bahnhof Augsburg-Inningen sowie ähnlich dem Gebäude in Bobingen) wurde (als einzige Station zwischen Kaufbeuren und Buchloe) als "Anhaltstelle" mit der Strecke am 1. September 1847 eröffnet. Der Bahnhof liegt auf einer Höhe von 662 müNN an der Straße von Pforzen nach Untergermaringen. Der im Ortsteil Zellerberg der Gemeinde Pforzen liegende Bahnhof erhielt mit dem zweigleisigen Streckenausbau 1904 ein drittes Gleis als Kreuzungs- und Überholgleis.
Zum Jahreswechsel 1938/1939 hatte das Heereswaffenamt entschieden, im über 300 Hektar großen Wald "Hart" nördlich der Stadt Kaufbeuren eine Pulver- und Sprengstofffabrik zu errichten. Bau und Betrieb der Anlage (Deckname "Ludwig") wurde der DAG übertragen. Ein Eisenbahnanschluss war hierzu zwingend notwendig und wegen der Topographie nur vom Bahnhof Pforzen aus durchführbar. Im Jahr 1940 mit der Eröffnung der Bahnstrecke von Pforzen zur Muna Steinholz (nach 1945 Neugablonz) wurden die Gleisanlagen in Pforzen deutlich erweitert.
Im Jahr 1954 legte die Deutsche Bundesbahn diese Strecke allerdings wieder still, obwohl einige Industriebetriebe, die sich nach dem Ende des 2. Weltkriegs im neu gegründeten Neugablonz auf dem Gelände der ehemaligen Sprengstofffabrik angesiedelt hatten, die Eisenbahn zum An- und Abtransport von Rohstoffen und fertigen Produkten nutzten.
Eine Besonderheit im Bahnhof Pforzen war der regelmäßige Einsatz des Schienen-Straßen-Omnibusses der Deutschen Bundesbahn in der Zeit von 23. Mai 1954 bis zum 31. Mai 1958 auf der Fahrt von Augsburg nach Füssen und zurück. Diese Fahrzeuge konnten sowohl auf der Straße als auch auf der Schiene fahren; dazu wurden ihnen an den Wechselbahnhöfen zwei Drehgestelle untergeschoben, nachdem der Wagen dazu hydraulisch angehoben worden war. Die Fahrtstrecke führte auf der Straße von Augsburg über Bad Wörishofen nach Pforzen, von dort auf der Schiene über Kaufbeuren und Marktoberdorf bis nach Roßhaupten, einem Bahnhof an der ehemaligen Bahnstrecke Marktoberdorf–Lechbruck. Die restliche Wegstrecke von Roßhaupten nach Füssen legte das Fahrzeug wieder auf der Straße zurück.
Der Bahnhof verlor nach Stilllegung der Strecke nach Neugablonz und mit Zunahme des Individualverkehrs in den 1960er und 1970er Jahren an Bedeutung und so wurde zum 24. September 1983 der Personenverkehr eingestellt. Zum 1. Juli 1990 folgte dann auch die Einstellung des Güterverkehrs. In der Folge wurden sämtliche Ortsladegleise und das Überhol- und Kreuzungsgleis demontiert.
Das ehemalige Betriebs-/Empfangsgebäude verkaufte die Deutsche Bahn im Jahr 1998 an eine Privatperson, die es dann grundlegend sanierte. Bei der Sanierung wurde sehr großer wert darauf gelegt, den Charakter des Gebäudes zu wahren, was auch sehr gut gelungen ist.

#### Leinau

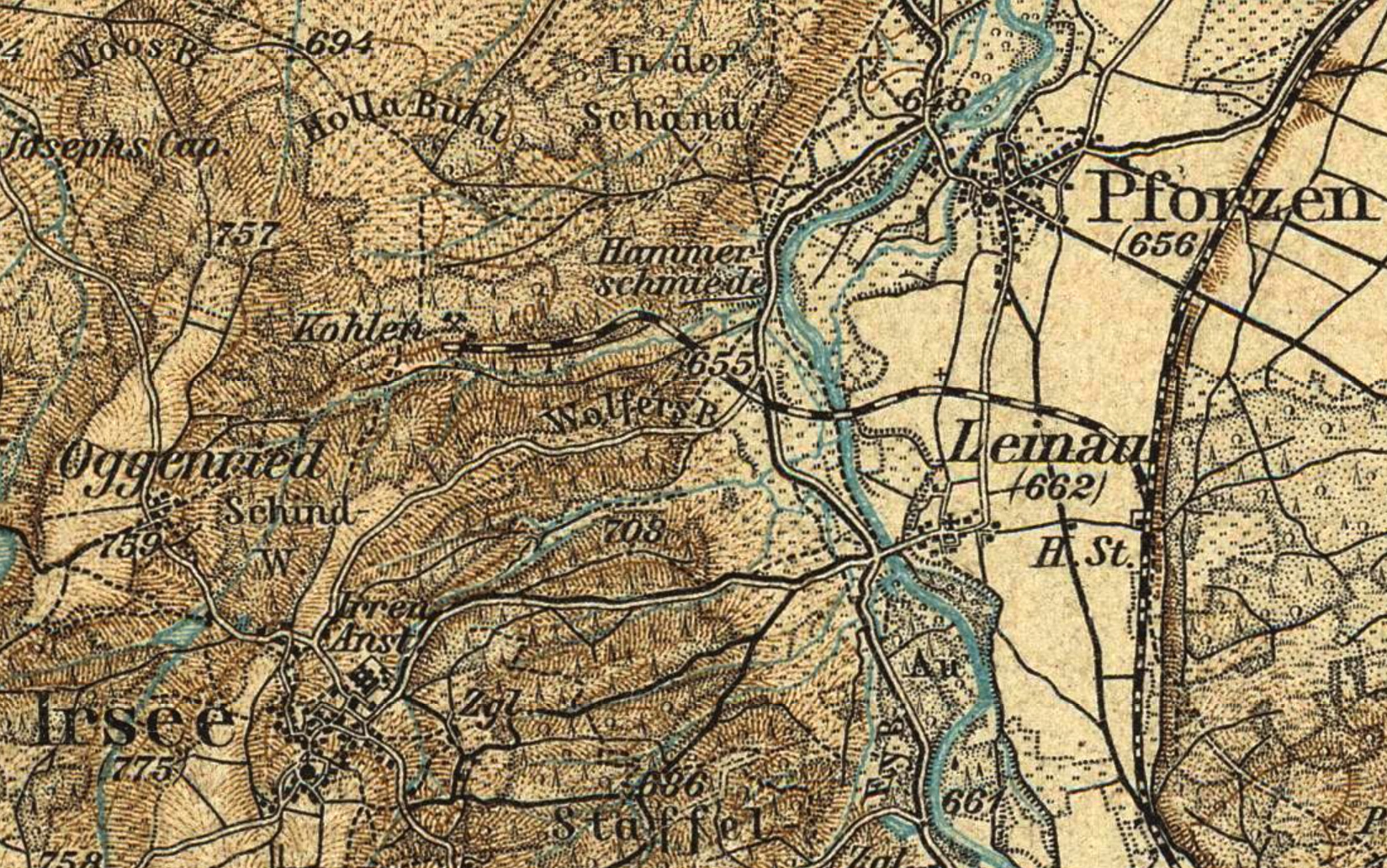
Eine topographische Karte aus dem Jahr 1900 zeigt die Eisenbahn von der Wagenladestelle Leinau zum Braunkohlebergwerk Irsee

Der Bahnhof Leinau (664 müNN) an der Straße von Leinau nach Obergermaringen geht zurück auf die am 13. April 1896 in Betrieb genommene Wagenladestelle Leinau. Im Jahr 1884 wurden die Planungen für die Irseer Grubenbahn (Bahnstrecke von Leinau zum Bergwerk Irsee) aufgenommen; man entschied sich, die regelspurige Irseer Grubenbahn in Leinau an die Königlich-Bayerischen-Staatseisenbahnen anzuschließen und nicht in Pforzen, wo es bereits seit 1847 einen Bahnhof gab. Folglich musste in Leinau eine Ladestelle für Wagenladungen errichtet werden.  

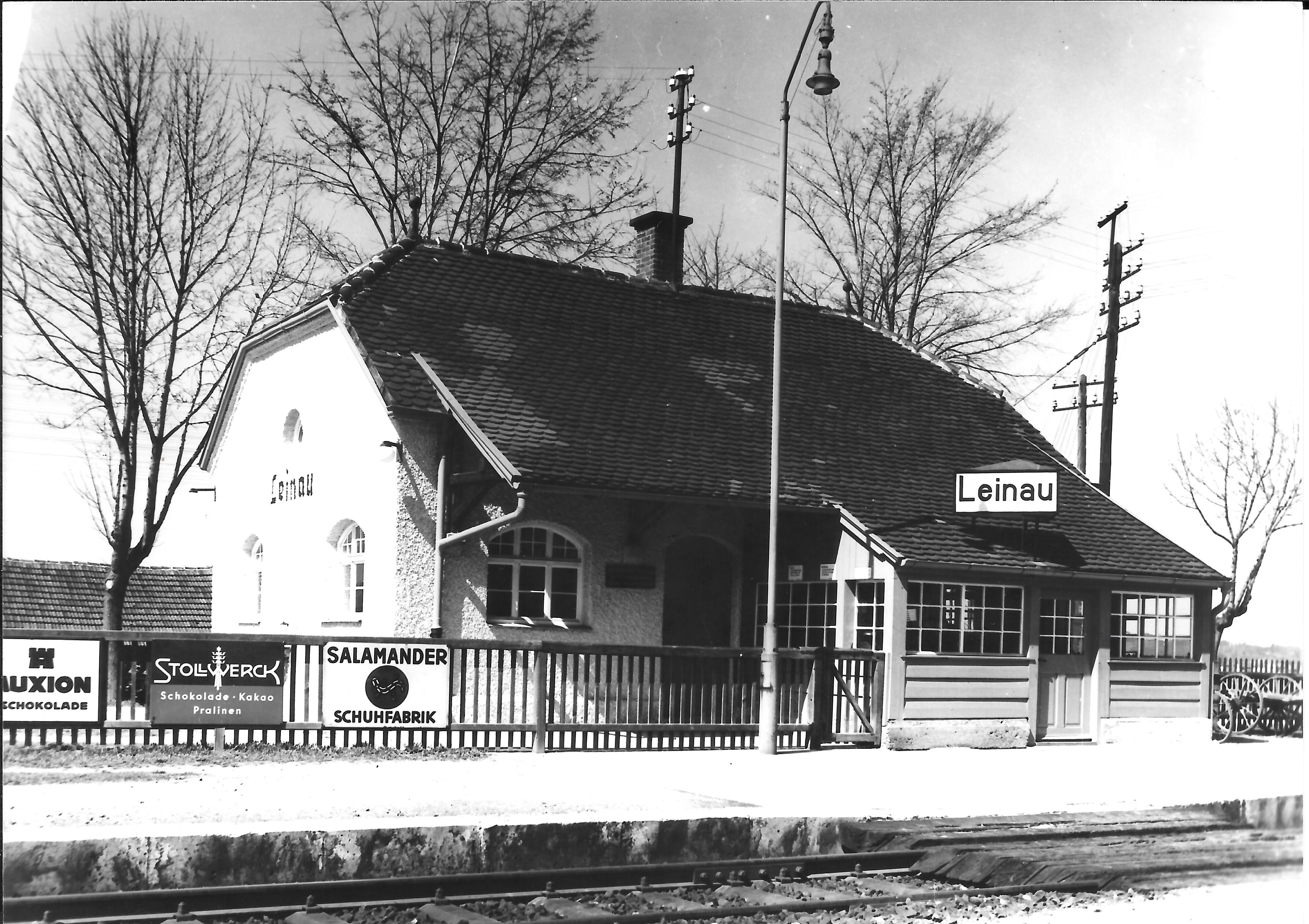
Das Betriebsgebäude des Bahnhof Leinau auf einer Aufnahme der ehemaligen Lichtbildstelle der Deutschen Bundesbahn aus dem Jahr 1939

Neben dem bereits vorhandenen Hauptgleis erstellte man in Leinau drei beidseitig angebundene Ladegleise mit Längen zwischen 100 und 190 Metern. Auf einem Gleis wurden die vollen Güterwagen abgestellt, auf einem die leeren Wagen und auf dem dritten Gleis konnten die Wagen umfahren werden. Von allen drei Gleisen konnte man sowohl auf die Hauptstrecke als auch auf die Bergwerksbahn zum Braunkohlebergwerk fahren.
Da der Kohleabbau im Bergwerk Irsee nie wirtschaftlich betrieben werden konnte, wurden die Gleisanlagen nur für sehr kurze Zeit genutzt. 1899 beantragten die umliegenden Gemeinden, die Wagenladestelle in eine Haltestelle für den Personenverkehr mit Güterabfertigung umzuwandeln. Ein wichtiger Fürsprecher dieses Vorhabens war Karl Linder, der ab 1889 Ortsvorsteher von Leinau und ab 1898 Mitglied des Deutschen Reichstages in Berlin war. Eine Ironie des Schicksals: Karl Linder verstarb überraschend am 12. März 1905, also rund sechs Monate vor der feierlichen Eröffnung der Bahnstation Leinau, für die er sich so sehr eingesetzt hatte. Am 1. Oktober 1905 wurde (nach der Fertigstellung des zweigleisigen Ausbaus der Strecke Kaufbeuren-Buchloe) diese als Station IV. Klasse in Betrieb genommen.

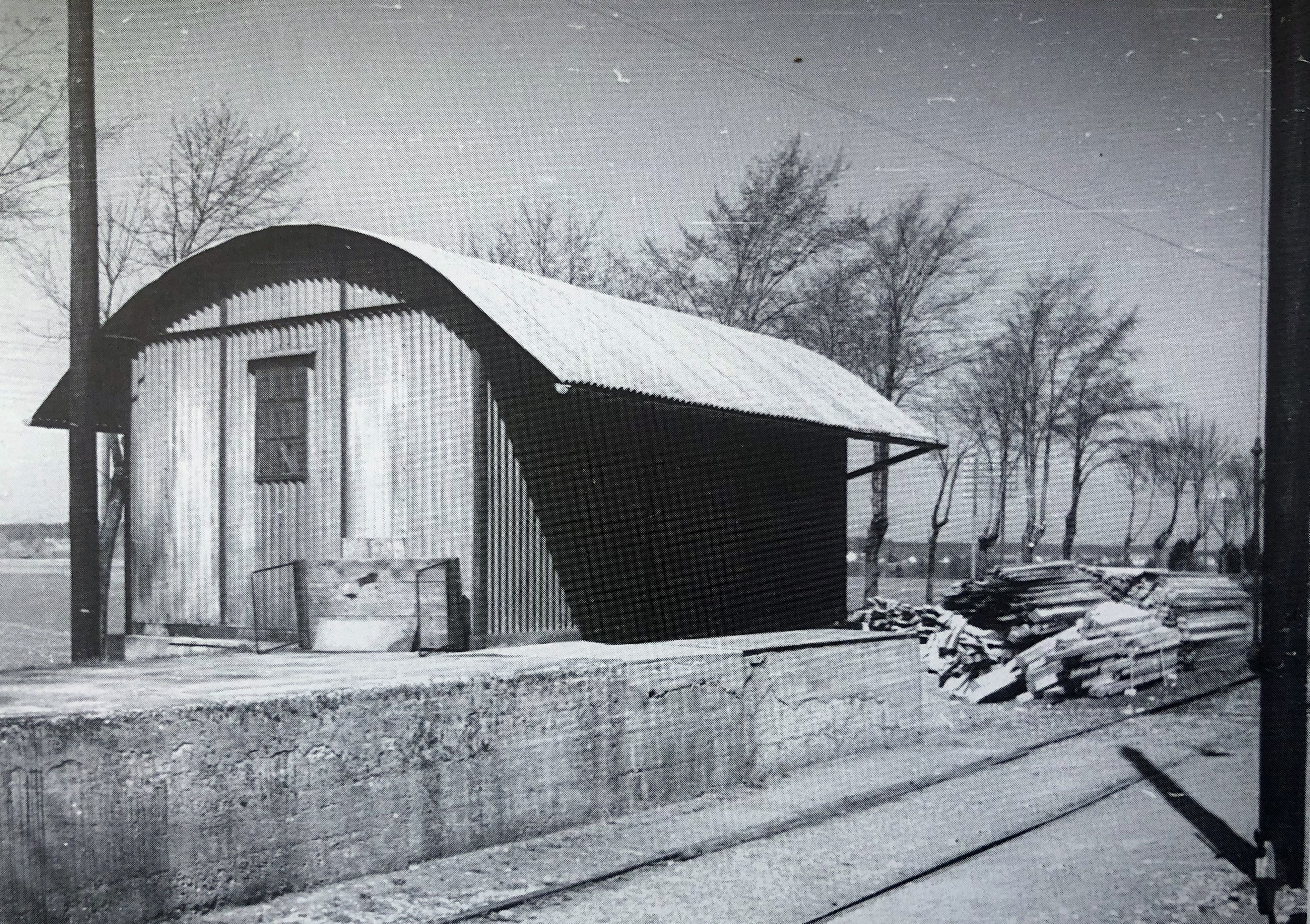
Güterschuppen im Bahnhof Leinau an den Ladegleisen, 11. April 1939

Die Station verfügte über ein zweigeschossiges Betriebsgebäude (mit Diensträumen, Warteraum und Fahrkartenschalter), zwei einfache Bahnsteige, Ortsladegleise mit einem Güterschuppen und einer Gleiswaage.
Am 1. Juni 1969 wurde der Güterverkehr eingestellt und das Gleis zum Güterschuppen wurde durch die Deutsche Bundesbahn demontiert. Dadurch wurde der Bahnhof Leinau zu einem Haltepunkt herabgestuft. Der Personenverkehr wurde am 24. September 1983 wegen zu weniger Fahrgäste eingestellt. Das Betriebsgebäude und der Güterschuppen wurden nach der Schließung abgerissen.

#### Kaufbeuren-Neugablonz
Im Rahmen der Stationsoffensive plant die Bayerische Eisenbahngesellschaft, westlich des Kaufbeurener Ortsteil Neugablonz eine neue Station Kaufbeuren-Neugablonz zu errichten und im Dezember 2028 in Betrieb zu nehmen.

#### Kaufbeuren-Haken
Im Rahmen der Stationsoffensive plant die Bayerische Eisenbahngesellschaft, nordöstlich des Kaufbeurener Ortsteils Haken eine neue Station Kaufbeuren-Haken zu errichten und im Dezember 2028 in Betrieb zu nehmen.

#### Kaufbeuren

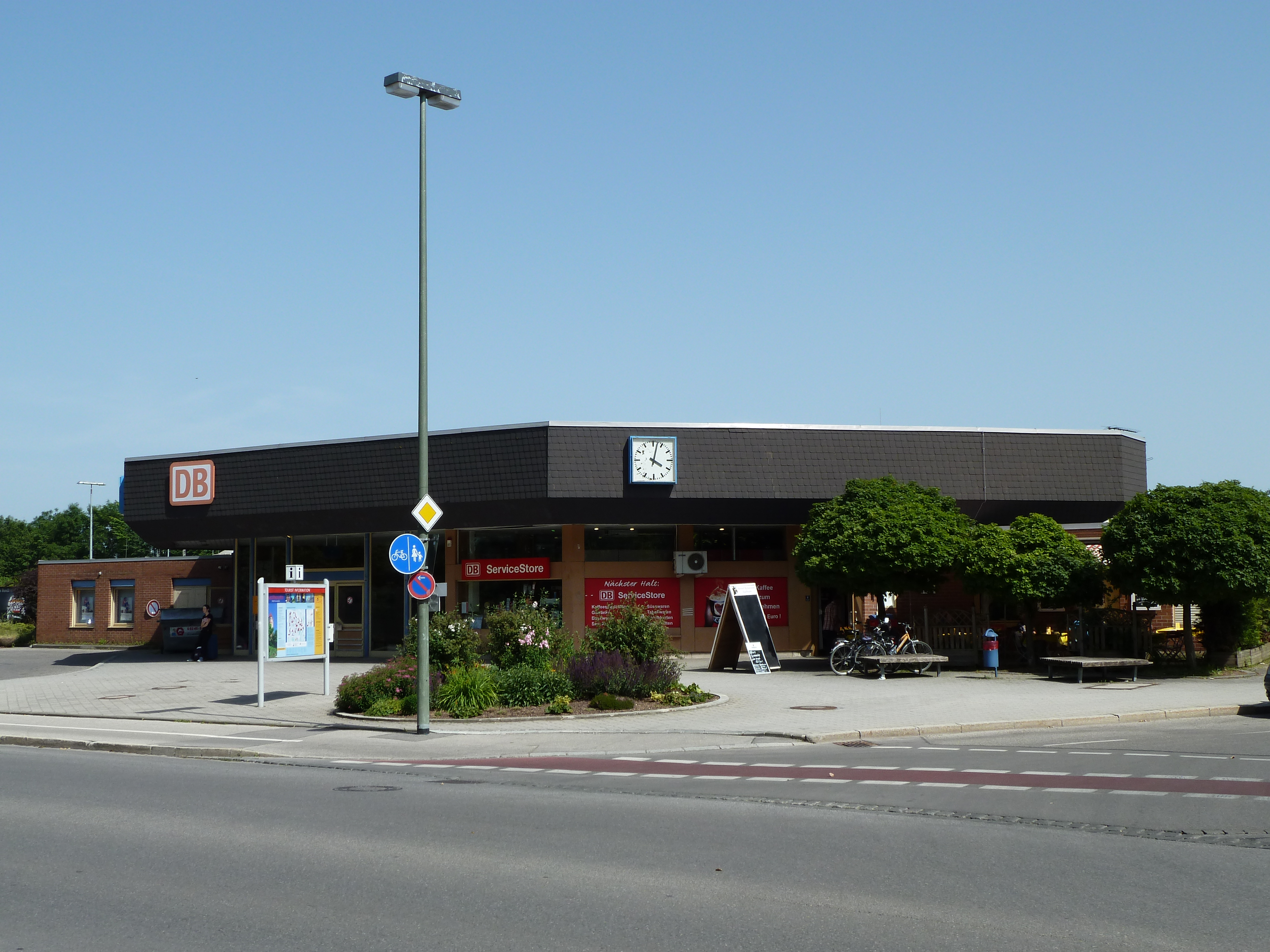
Bahnhof Kaufbeuren

Den Bahnhof Kaufbeuren nahmen die Königlich Bayerischen Staatseisenbahnen am 1. September 1847 vorerst als Endpunkt der Strecke aus Buchloe in Betrieb. Am 1. Mai 1852 wurde die Strecke bis Kempten verlängert. Der Bahnhof Kaufbeuren war ab dem 1. April 1922 ein Trennungsbahnhof, da die Bahnstrecke nach Aufkirch in Betrieb genommen wurde. Am 18. Februar 1923 verlängerte die Deutsche Reichsbahn-Gesellschaft die Bahnstrecke bis nach Schongau. Um die neuen Züge in Richtung Schongau abfertigen zu können, erhielt der Bahnhof größere und umfangreichere Gleisanlagen. Am 1. Oktober 1972 wurde der Personenverkehr auf der Bahnstrecke nach Schongau eingestellt. Es blieb ein Güterzug zwischen Kaufbeuren und Linden, welcher jedoch fünf Jahre später, am 1. September 1977, ebenfalls eingestellt wurde. Die Güterverkehrsanlagen im Bahnhof Kaufbeuren waren nicht mehr nötig und wurden daher kurz nach der Streckenstilllegung abgebaut. Heute besitzt der Bahnhof Kaufbeuren vier Bahnsteiggleise. Diese liegen an einem Hausbahnsteig, an einem Mittelbahnsteig und an einem dem Hausbahnsteig gegenüber liegenden Seitenbahnsteig. Alle Bahnsteige sind über eine Unterführung miteinander verbunden. Das Empfangsgebäude von 1979 ist bis heute erhalten. Neben den Bahnsteiggleisen existieren keine weiteren Abstellgleise mehr.

#### Biessenhofen

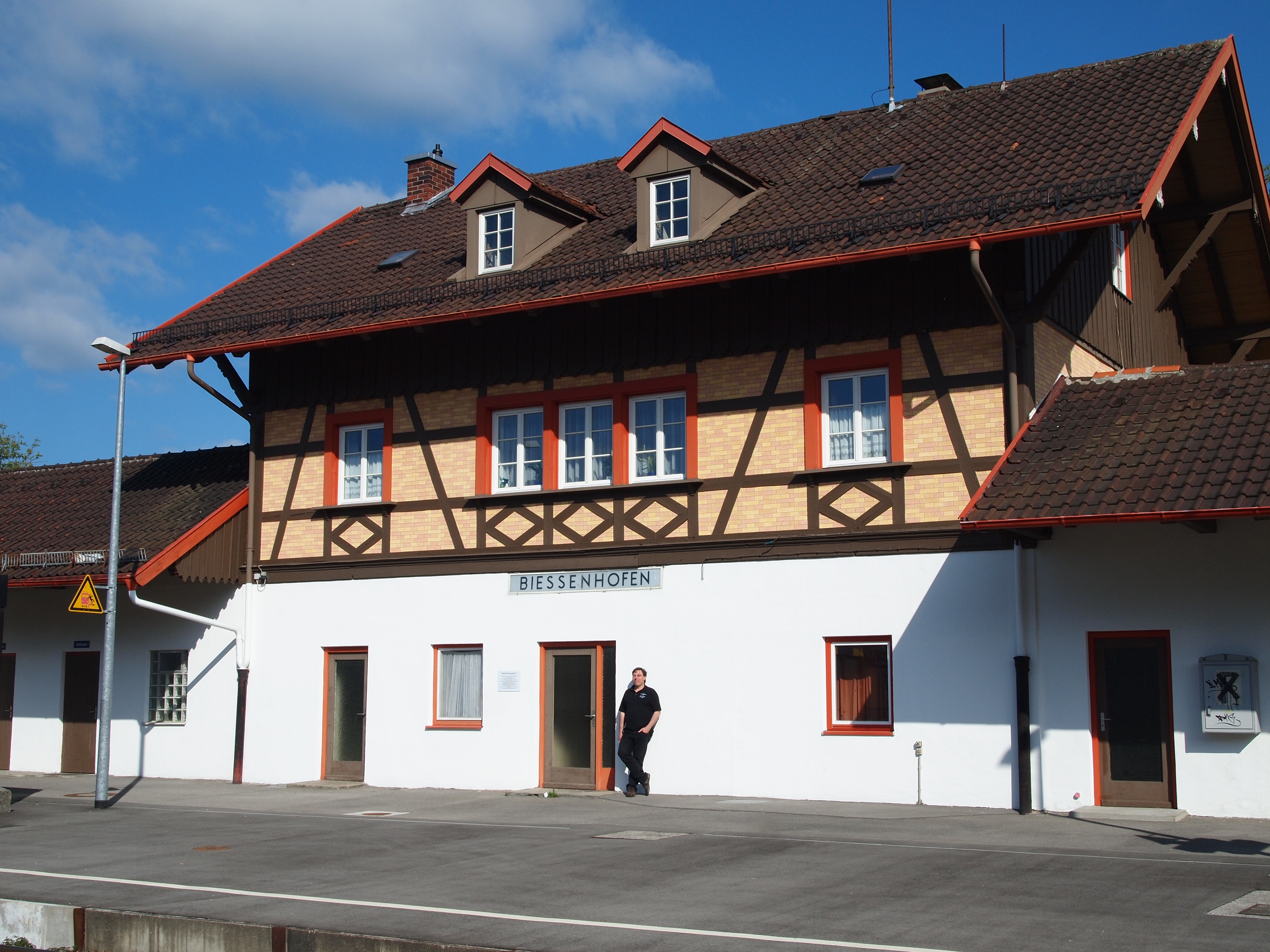
Bahnhofsgebäude des Bahnhofs Biessenhofen von der Gleisseite

Der Bahnhof Biessenhofen wurde am 1. Mai 1852 mit der Eröffnung des Streckenabschnittes von Kaufbeuren nach Kempten in Betrieb genommen. Das Bahnhofsgebäude wurde von dem Architekten Eduard Rüber entworfen. Der Bahnhof wurde zur Umsteigestation von König Ludwig II., der im Bahnhof zur Weiterfahrt nach Schloss Hohenschwangau pausierte. Für den König wurde ein eigener Warteraum, der sogenannte Blaue Salon, errichtet. Für weitere „Allerhöchste Herrschaften“ gab es ein eigenes Kabinett. Für die Fahrgäste wurde der Bahnhof mit einer Fahrkartenverkaufsstelle und mit einer Bahnhofsrestauration ausgestattet. Am Güterschuppen wurden meist landwirtschaftliche Produkte verladen. 1876 wurde der Bahnhof zum Trennungsbahnhof, als die Strecke nach Marktoberdorf eröffnet wurde. Seit 1969 wird der Betrieb von einem Spurplandrucktastenstellwerk der Bauart Sp Dr L30 von Lorenz gesteuert. Der Bahnhof besitzt heute vier Bahnsteiggleise an drei Bahnsteigen, diese sind über eine Fußgängerunterführung mit dem Hausbahnsteig verbunden. Das Gleis 1 liegt am Hausbahnsteig am Bahnhofsgebäude. Die Gleise 2 und 3 liegen an einem Mittelbahnsteig, das Gleis 4 an einem Außenbahnsteig gegenüber dem Bahnhofsgebäude.

#### Ruderatshofen
Der Bahnhof Ruderatshofen wurde am 1. Mai 1852 mit der Eröffnung des Streckenabschnittes von Kaufbeuren nach Kempten in Betrieb genommen. Der Bahnhof hatte keine große Bedeutung, weshalb er um 1980 stillgelegt wurde. Alle Gleisanlagen wurden abgebaut. Das Empfangsgebäude verkaufte die Deutsche Bundesbahn an eine Privatperson.

#### Aitrang
Der mit der Bahnstrecke am 1. Mai 1852 nordöstlich des Ortes Aitrang eröffnete Bahnhof Aitrang hatte wie sein Nachbarbahnhof Ruderatshofen keine große Bedeutung. Er war mit Überhol- und Abstellgleisen ausgestattet. Der Bahnhof Aitrang wurde 1985 im Personenverkehr geschlossen, und in den 1990er-Jahren zu einer Ausweichanschlussstelle zurückgebaut. Anfang 2008 stellte die Deutsche Bahn die Bedienung des Gleisanschlusses zu einem Gashändler ein und strich Aitrang im April 2008 als Güterverkehrsstelle. Im Juni 2021 ließ DB Netz die Ausweichanschlussstelle auf und entfernte die Anschlussweiche und das Ladegleis.
Im Jahr 2009 wurde vom Bayerischen Wirtschaftsministerium ein Projektdossierverfahren durchgeführt, bei dem Kosten, Fahrgastpotenzial und Kosten-Nutzen-Verhältnis des Haltepunkts Aitrang bei einer Reaktivierung überprüft wurden. Dabei ergab die Analyse einen fehlenden volkswirtschaftlichen Nutzen. Die für einen positiven Kosten-Nutzen-Faktor erforderliche Anzahl an Ein- und Zusteigern von 140 Personen pro Tag wurde nicht prognostiziert. Auch eine erneute Beantragung wurde 2012 negativ beschieden, die Reaktivierung bleibt aber weiterhin das Ansinnen der Gemeinde Aitrang.
Ende 2023 wurde auf Basis eines neuen Wirtschaftlichkeitsnachweises der Bayerischen Eisenbahngesellschaft (BEG) vom Freistaat Bayern beschlossen, die Deutsche Bahn mit den Planungen der Reaktivierung zu beauftragen.

#### St. Alban
Der Haltepunkt St. Alban wurde am 1. Mai 1852 mit der Strecke eröffnet. Der Bahnhof war nur für den Personenverkehr ausgebaut. Da dieser aber keine große Bedeutung hatte, legte die Deutsche Bundesbahn den Haltepunkt schon vor 1970 still. Mit der Stilllegung wurde der Haltepunkt in eine Blockstelle umgewandelt, die jedoch seit 1975 durchgeschaltet ist. Das heißt, dass die Signale nach einer Zugdurchfahrt nicht mehr auf Halt zurückfallen, sondern dauerhaft Fahrt anzeigen.

#### Günzach
Den Bahnhof Günzach nahmen die Königlich Bayerischen Staatseisenbahnen ebenfalls mit dem Streckenabschnitt von Kaufbeuren nach Kempten am 1. Mai 1852 in Betrieb. Da der Güterverkehr in Günzach nicht unbedeutend war, verfügte der Bahnhof über mehrere Abstell- und Überholgleise. Das Bahnhofsgebäude und einige Gütergleise blieben erhalten. Heute besitzt der Bahnhof neben den Gleisen für den Güterverkehr drei Bahnsteiggleise für den Personenverkehr, die an einem Hausbahnsteig und einem Mittelbahnsteig liegen. Die Bahnsteige sind durch eine Unterführung miteinander verbunden, der Bahnhof ist jedoch nicht barrierefrei.

#### Wildpoldsried
Der Bahnhof Wildpoldsried wurde ebenfalls mit der Bahnstrecke am 1. Mai 1852 in Betrieb genommen. Der Bahnhof besaß neben den beiden Streckengleisen mindestens ein Überholgleis und einige Abstellgleise. Aufgrund zu geringer Fahrgastzahlen legte die Deutsche Bundesbahn den Bahnhof still. Das Bahnhofsgebäude wurde an einen Privatbesitzer verkauft.

#### Betzigau
Den Bahnhof Betzigau eröffneten die Königlich Bayerischen Staatseisenbahnen zusammen mit dem Streckenabschnitt Kaufbeuren–Kempten am 1. Mai 1852. Der Bahnhof wurde aufgrund zu geringer Fahrgastzahlen um 1985 stillgelegt. Bis circa 2000 war er noch eine Anschlussstelle, da noch zwei unregelmäßig genutzte Gleisanschlüsse zu zwei Firmen vorhanden waren. Das Empfangsgebäude wurde später abgerissen, lediglich der ehemalige Güterschuppen blieb erhalten.

#### Kempten (Allgäu) Hbf

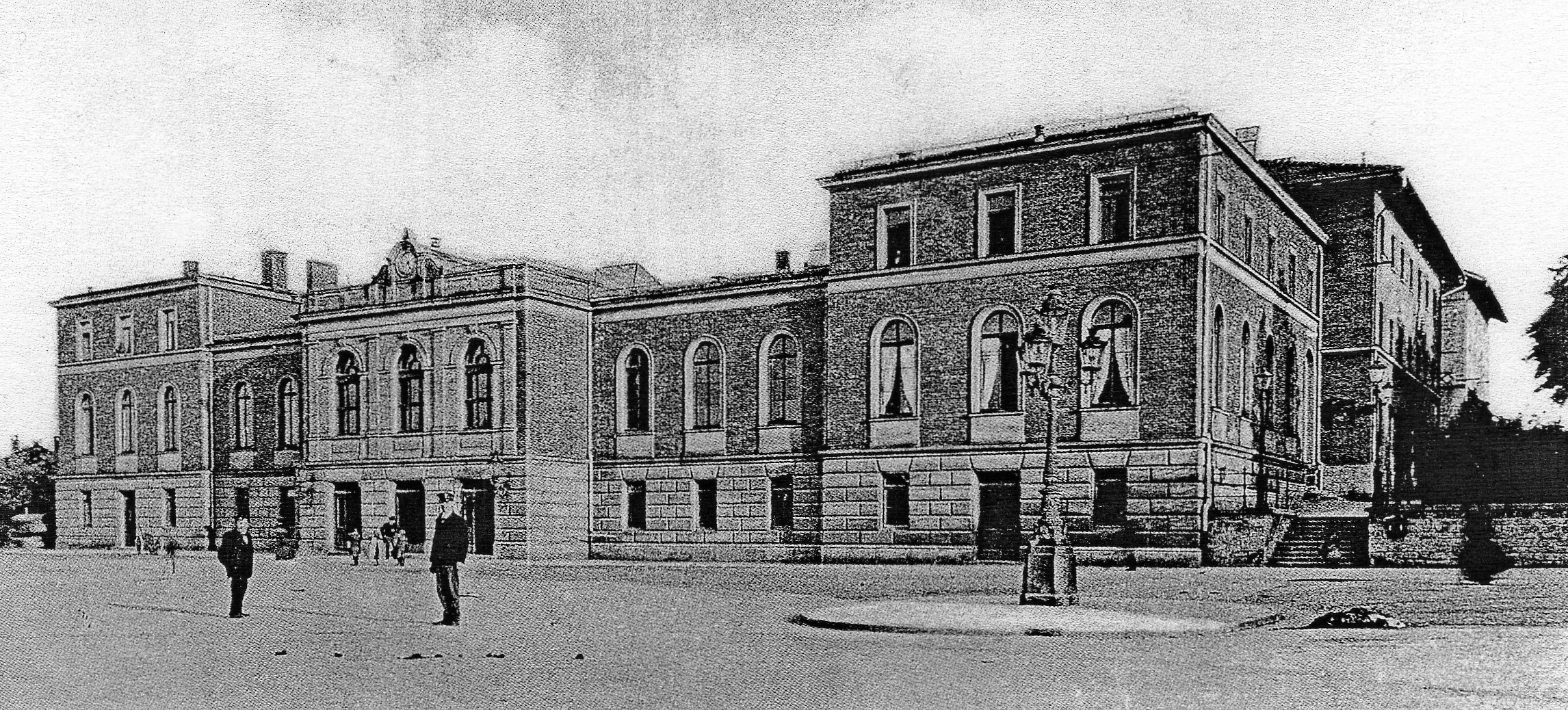
Empfangsgebäude des Kemptener Kopfbahnhofs von 1888

Den ersten Kemptener Bahnhof nahmen die Königlich Bayerischen Staatseisenbahnen mit dem Streckenabschnitt von Kaufbeuren nach Kempten am 1. April 1852 in Betrieb. Am 1. Mai 1853 folgte die Verlängerung der Bahnstrecke bis nach Immenstadt. Die Stadt Kempten forderte einen Bahnhof nahe am Stadtzentrum, weshalb der Kemptener Bahnhof als Kopfbahnhof ausgeführt werden musste. Außerdem erlaubte es die Anlage des Kopfbahnhofs, die Iller an einer Engstelle zu überqueren, was bei einem Durchgangsbahnhof nicht möglich gewesen wäre. Das 1853 in Betrieb genommene Empfangsgebäude entstand in der traditionellen Bauweise des Voralpenlandes. 1888 entstand im Zuge größerer Umbauten des Bahnhofs aufgrund der starken Verkehrszunahme in den Jahren nach der 1863 erfolgten Eröffnung der Bahnstrecke nach Ulm auch ein neues Empfangsgebäude. 1895 wurde die in Kempten beginnende Außerfernbahn eröffnet. 1907 ging eine Umgehungskurve des Kemptener Kopfbahnhofs für Güterzüge in Betrieb. Später benutzten sie auch Schnellzüge, die nur noch im Nachbarbahnhof Kempten-Hegge hielten. Von dort gab es Pendelzüge zum Kopfbahnhof.
1961 beschlossen die Deutsche Bundesbahn und die Stadt Kempten den Bau eines neuen Durchgangsbahnhofs als Ersatz für den Kopfbahnhof. Der neue Durchgangsbahnhof entstand ungefähr einen Kilometer südlich des Kopfbahnhofes. Er wurde am 28. September 1969 eröffnet.

#### Bahnbetriebswerk
Über den Haltepunkt Bahnbetriebswerk konnten die Eisenbahner des Bahnbetriebswerks Kempten zum Arbeitsplatz gelangen. Der Haltepunkt existiert heute nicht mehr.

#### Kempten-Hegge
Der Bahnhof Kempten-Hegge lag im Waltenhofener Ortsteil Hegge und somit nicht mehr im Stadtgebiet von Kempten, trotzdem führte er die Bezeichnung Kempten. Ab 1912 hielten in Kempten-Hegge Schnellzüge, die den Kopfbahnhof über die Verbindungskurve umfuhren. Für die Schnellzugfahrgäste verkehrten Anschlusspendelzüge zum Kemptener Hauptbahnhof. Mit der Verlegung des Kemptener Hauptbahnhofs verlor der Bahnhof Kempten-Hegge seine Fernverkehrshalte.

## Betrieb

### Fernverkehr

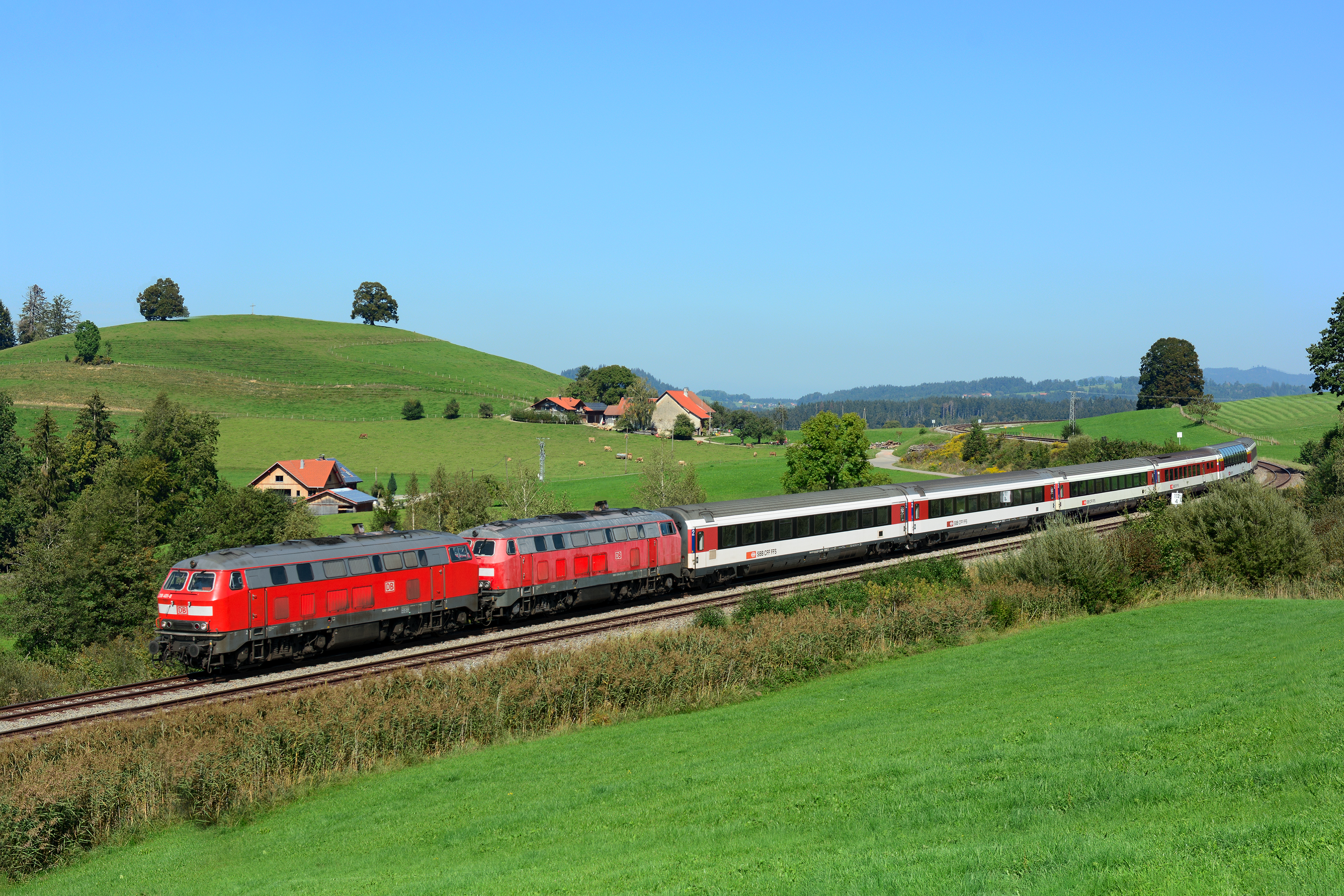
Eurocity bei Heimhofen (2020), vorletzter Wagen im Zug ist ein SBB Panoramawagen

Der Trans-Europ-Express (TEE) Bavaria auf der Verbindung zwischen München und Zürich wurde zum Winterfahrplan 1969/70 eingerichtet. 1977 wurde er durch den D 276/277 ersetzt, der fortan beide Wagenklassen bot.
Mit der Einführung des EuroCity-Verkehrs (EC) ab 1987 wurde der Bavaria in diese Zuggattung integriert. Insgesamt verkehrten vier EuroCity-Zugpaare täglich zwischen München und Zürich, seit Ende 2002 jedoch ohne Beinamen. Nachdem seit Anfang der 1990er-Jahre die meisten EuroCity-Züge der Linie München–Zürich zur Fahrzeiteinsparung über Memmingen nach Lindau gefahren waren, verblieb nur noch das EuroCity-Zugpaar 196/197 auf der Strecke über Kempten.
Mit der Entwicklung der DB-Baureihe 605 (ICE-TD) wollte die Deutsche Bahn ab Herbst 1999 die EuroCitys auf der Relation München–Zürich durch neue Züge ersetzen. Der ICE wurde schließlich zum Fahrplanwechsel 2001/2002 eingeführt. Die Fahrzeuge zeigten bei der Inbetriebnahme jedoch erhebliche Mängel, die erst nach und nach behoben wurden. Nachdem am 24. Juli 2003 der Baureihe die Zulassung entzogen worden war, wurde der Verkehr wieder auf EuroCity-Garnituren umgestellt. Zwischen Mitte August 2003 und 13. Dezember des gleichen Jahres verkehrte noch ein Zugpaar mit ICE-TD, anschließend wurde die Baureihe nicht mehr planmäßig auf dieser Strecke eingesetzt. Danach wurde die Relation München–Zürich wieder mit herkömmlichen EuroCitys, bespannt mit Lokomotiven der Baureihe 218 in Doppeltraktion bedient.
Zum Fahrplanwechsel am 13. Dezember 2020 endete der Betrieb der Eurocity-Züge auf dieser Verkehrsverbindung, die seither durch EuroCity-Express-Zugpaare (ECE) mit elektrischen Triebzügen des Typs ETR 610 bedient wird. Sie verkehren jedoch ausschließlich über die Ausbaustrecke via Memmingen und nutzen die Bahnstrecke Buchloe–Lindau somit lediglich im elektrifizierten Abschnitt ab Hergatz. Die zwei verbliebenen Intercity-Zugpaare sind IC2012/2013 Dortmund Hbf - Oberstdorf(IC Allgäu) und IC2084/2085 Hamburg-Altona - Oberstdorf(IC Nebelhorn). Beide Linien fahren nur einmal am Tag. 

### Nahverkehr

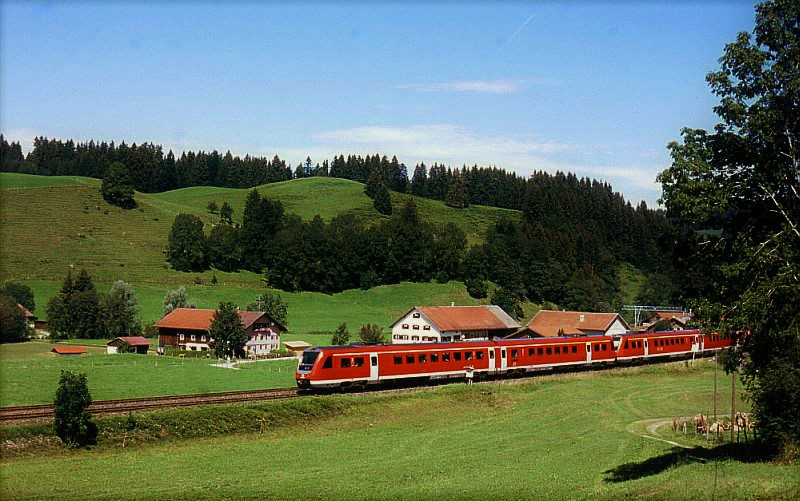
Zwei Triebwagen der Baureihe 612 als Regional-Express bei Unterthalhofen

Im Zweistundentakt fahren RE70 zwischen München und Lindau-Reutin, zwischen München und Immenstadt vereinigt mit der Linie RE 76 nach Oberstdorf. Bis zum Fahrplanwechsel im Dezember 2020 wurde diese Linie von der Länderbahn als alex betrieben. Über nahezu die vollständige Streckenlänge fährt darüber hinaus die zweistündliche Linie RE 7 der DB Regio Bayern von Augsburg nach Lindau, die zwischen Augsburg und Immenstadt mit der Linie RE 17 Augsburg–Oberstdorf vereinigt ist. Zwei Zugpaare der Linie werden über Augsburg hinaus bis Nürnberg durchgebunden.
Des Weiteren befahren verschiedene Nahverkehrslinien Teilabschnitte der Strecke:
- Buchloe–Kempten: RE 79 Augsburg–Kempten der DB Regio im Stundentakt
- Buchloe–Biessenhofen: RB 68 München–Füssen der BRB, einzelne Züge
- Buchloe–Biessenhofen: RB 77 Augsburg–Füssen der BRB im Stundentakt
- Kempten–Immenstadt: RE 75 Ulm–Oberstdorf der DB Regio Bayern im Stundentakt
- Kempten–Hergatz: RB 94 Kempten–Hergatz der DB Regio Bayern, einzelne Züge
- Hergatz–Lindau: RB 92 Memmingen–Kißlegg–Lindau-Insel von Arverio im Zweistundentakt
- Hergatz–Lindau: RE 96 München–Buchloe–Memmingen–Kißlegg–Lindau-Reutin von Arverio im Zweistundentakt

### Güterverkehr
Internationaler Güterverkehr spielte auf der Bahnstrecke Buchloe–Lindau lange keine Rolle mehr. Bis zur Elektrifizierung der Ausbaustrecke über Memmingen diente sie als eine wichtige Umleiterstrecke im Güterverkehr bei Sperrungen der österreichischen Arlbergbahn.
An der Strecke selbst sind einige Firmen ansässig, die mehrmals wöchentlich Güter auf der Schiene bekommen, zum Beispiel eine Papierfabrik in Günzach. Ein Flüssiggaslager in Aitrang wurde bis Ende 2007 abgerissen. Das dortige Güter-Stumpfgleis war allerdings zumindest bis 2008 noch in Benutzung. In Kempten steht ein Tanklager des Unternehmens Adolf Präg, das regelmäßig über die Illertalbahn mittels Ganzzügen mit Heizöl und Diesel beliefert wird. Außerdem gibt es noch den Schrottverwerter Föll auf der Gemarkungsgrenze Sankt Mang (Kempten)/Durach, der von Montag bis Freitag über die Außerfernbahn bedient wird.
Seit dem Fahrplanwechsel im Dezember 2023 verkehrt wieder ein wöchentliches Containerzugpaar vom Umschlagbahnhof München-Riem nach Wolfurt in Vorarlberg und zurück über die Strecke. Als Zuglok kommt eine Stadler Euro 9000 zum Einsatz, womit ab bzw. bis Hergatz die vorhandene Oberleitung genutzt werden kann.